# Liste der Kulturdenkmäler in Hamburg-Altona-Altstadt
Die Liste der Kulturdenkmäler in Hamburg-Altona-Altstadt enthält die in der Denkmalliste ausgewiesenen Denkmäler auf dem Gebiet des Stadtteils Altona-Altstadt der Freien und Hansestadt Hamburg.
Basis ist der Datensatz Denkmalliste Hamburg auf dem Transparenzportal Hamburg. Dieser enthält alle Objekte, die rechtskräftig nach dem Hamburger Denkmalschutzgesetz vom 5. April 2013 unter Denkmalschutz stehen (§ 6 Abs. 1 DSchG HA) oder zumindest zeitweise standen. Die Denkmalliste steht auch als PDF-Dokument zur Verfügung. Alle Denkmäler in Altona-Altstadt, die schon nach dem Denkmalschutzgesetz vom 3. Dezember 1973, zuletzt geändert am 27. November 2007, unter Denkmalschutz standen, sind auch auf der Liste der Kulturdenkmäler im Hamburger Bezirk Altona zu finden.

## Legende
- ID: Gibt die vom Denkmalschutzamt Hamburg vergebene Objekt-ID (Identifikationsnummer) des Kulturdenkmals an, (in Klammern gegebenenfalls die Denkmalnummer nach altem Denkmalschutzgesetz).
- Adresse: Nennt den Straßennamen und, wenn vorhanden, die Hausnummer des Kulturdenkmals. Die Grundsortierung der Liste erfolgt nach dieser Adresse.
- Art: Zeigt an, ob es ein Objekt („O“) oder ein Ensemble („E“) ist.
- Datierung: Gibt die Datierung an; das Jahr der Fertigstellung bzw. den Zeitraum der Errichtung.
- Ensemble: Gibt die Nummer des Ensembles an, zu der das Objekt gehört, bzw. bei Ensembles die Nummer des Ensembles selbst.

Hinweis: Die Grundsortierung der Liste erfolgt nach der Adresse und ist alternativ nach ID, Art (Objekt oder Ensemble), Typ, Datierung, Entwurf oder Kurzbeschreibung sortierbar.

| ID               | Adresse | Art | Typ                                                                              | Kurzbeschreibung | Datierung | Entwurf | Ensemble     | Bild |
| ---------------- | --- | --- | -------------------------------------------------------------------------------- | --- | --- | --- | ------------ | --- |
| 30249            | Amundsenstraße 1, 3, 5, Breite Straße 54, 56, 56a, 58, 60, 62, 62a, 64, 66, 68, 70, 72, 72a, 74, 76, 78, 80, 82, 84, Kirchenstraße 1, 3, 5, 7 (Lage)                                                                                 | E   |                                                                                  | Amundsenstraße / Breite Straße / Kirchenstraße                                                                                      | | | 30249        | BW |
| 16435            | Amundsenstraße 1 (Lage) | O   | Etagenhaus                                                                       | | 1950–1951 | | 30249        | |
| 15439            | Amundsenstraße 3 (Lage) | O   | Etagenhaus                                                                       | | 1950–1951 | | 30249        | |
| 13961            | Amundsenstraße 5 (Lage) | O   | Etagenhaus                                                                       | | 1950–1951 | | 30249        | |
| 30298            | Amundsenstraße 23, 25, 27, Breite Straße 86, 86a, 88, 88a, 92, 94, 96, 96a, 98, 100, 102, 102a, 104, 106, 108 (Lage) | E   |                                                                                  | Amundsenstraße 23–27 / Breite Straße 86–108                                                                                         | | | 30298        | BW |
| 13426            | Amundsenstraße 23 (Lage) | O   | Etagenhaus                                                                       | | 1930er Jahre | | 30298        | |
| 15443            | Amundsenstraße 25 (Lage) | O   | Etagenhaus                                                                       | | 1930er Jahre | | 30298        | |
| 16847            | Amundsenstraße 27 (Lage) | O   | Etagenhaus                                                                       | | 1930er Jahre | | 30298        | |
| 30251            | Amundsenstraße 33, 35, 37, 38, 39, Breite Straße 120, 122, 161, 161a, 163, 165, 167, 167a, 167b, 167c, 169, Palmaille 1, 3, 5, 7, Sägemühlenstraße 1, 2, 3, 4, 5, 6, 8, 10, Schleestraße 2, 4 (Lage)                                 | E   |                                                                                  | Amundsenstraße / Breite Straße / Palmaille / Sägemühlenstraße / Schleestraße                                                        | | | 30251        | BW |
| 14908            | Amundsenstraße 33 (Lage) | O   | Etagenhaus                                                                       | | 1951–1952 | AG Köster, Küntzel, Koebke                                                                                   | 30251        | |
| 13963            | Amundsenstraße 35 (Lage) | O   | Etagenhaus                                                                       | | 1951–1952 | AG Köster, Küntzel, Koebke                                                                                   | 30251        | |
| 16849            | Amundsenstraße 37 (Lage) | O   | Etagenhaus                                                                       | | 1951–1952 | AG Köster, Küntzel, Koebke                                                                                   | 30251        | |
| 16538            | Amundsenstraße 38 (Lage) | O   | Etagenhaus                                                                       | | 1951–1952 | AG Köster, Küntzel, Koebke                                                                                   | 30251        | |
| 15462            | Amundsenstraße 39 (Lage) | O   | Etagenhaus                                                                       | | 1951–1952 | AG Köster, Küntzel, Koebke                                                                                   | 30251        | |
| 30264            | Antonistraße 12, Heidritterstraße 12, südlich von Nr. 12, Pinnasberg 80, 81, o.Nr. (Lage) | E   |                                                                                  | St. Pauli-Kirche | | | 30264        | |
| 16813 (1131)     | Antonistraße 12 (Lage) | O   | Kirchenschule                                                                    | | 1819–1820; 1864 (Turm)                                                                                           | Wimmel, Carl Ludwig                                                                                          | 30264        | |
| 30248            | Antonistraße 13, Hamburger Hochstraße 2, Hein-Köllisch-Platz 4, 5, 6, 7, 8, 9, 11, Lange Straße 3, 4 (Lage) | E   |                                                                                  | Antonistraße / Hamburger Hochstraße / Hein-Köllisch-Platz / Lange Straße                                                            | | | 30248        | BW |
| 13960            | Antonistraße 13 (Lage) | O   | Etagenhaus                                                                       | | 1876 | Bartels, B. J. A.                                                                                            | 30248        | |
| 30301            | Behnstraße 7, 9, 11, 13, 15, 17, 19, 21, 23, Königstraße 41, 43 (Lage) | E   |                                                                                  | Behnstraße / Königstraße | | | 30301        | BW |
| 16846            | Behnstraße 7 (Lage) | O   | Wohngebäude                                                                      | | 1953 | Nagel, Erwin/Kibbel, Bruno                                                                                   | 30301        | |
| 15452            | Behnstraße 9 (Lage) | O   | Wohngebäude                                                                      | | 1953 | Nagel, Erwin/Kibbel, Bruno                                                                                   | 30301        | |
| 15293            | Behnstraße 11 (Lage) | O   | Wohngebäude                                                                      | | 1953 | Nagel, Erwin/Kibbel, Bruno                                                                                   | 30301        | |
| 15457            | Behnstraße 13 (Lage) | O   | Wohnhaus                                                                         | | 1953 | Nagel, Erwin/Kibbel, Bruno                                                                                   | 30301        | |
| 15456            | Behnstraße 15 (Lage) | O   | Wohngebäude                                                                      | | 1953 | Nagel, Erwin/Kibbel, Bruno                                                                                   | 30301        | |
| 15292            | Behnstraße 17 (Lage) | O   | Wohngebäude                                                                      | | 1953 | Nagel, Erwin/Kibbel, Bruno                                                                                   | 30301        | |
| 15464            | Behnstraße 19 (Lage) | O   | Wohngebäude                                                                      | | 1953 | Nagel, Erwin/Kibbel, Bruno                                                                                   | 30301        | |
| 16848            | Behnstraße 21 (Lage) | O   | Wohngebäude                                                                      | | 1953 | Nagel, Erwin/Kibbel, Bruno                                                                                   | 30301        | |
| 13427            | Behnstraße 23 (Lage) | O   | Etagenhaus                                                                       | | 1953 | Nagel, Erwin/Kibbel, Bruno                                                                                   | 30301        | |
| 30378            | Behnstraße 57, 59, 61, 63, 65, 67 (Lage) | E   |                                                                                  | Behnstraße 57–67 | | | 30378        | |
| 15202            | Behnstraße 57 (Lage) | O   | Etagenhaus                                                                       | | 1870, um | | 30378        | |
| 16255            | Behnstraße 59 (Lage) | O   | Etagenhaus                                                                       | | 1870, um | | 30378        | |
| 16256            | Behnstraße 61 (Lage) | O   | Etagenhaus                                                                       | | 1870, um | | 30378        | |
| 16439            | Behnstraße 63 (Lage) | O   | Etagenhaus                                                                       | | 1870, um | | 30378        | |
| 16787            | Behnstraße 65 (Lage) | O   | Etagenhaus                                                                       | | 1870, um | | 30378        | |
| 16135            | Behnstraße 67 (Lage) | O   | Etagenhaus                                                                       | | 1870, um | | 30378        | |
| 15289            | Behnstraße Ecke Königstraße, Königstraße Ecke Behnstraße (Lage) | O   | Skulptur, Brunnenskulptur                                                        | Okeanide vom Behnbrunnen | 1890; 1963 | Giesecke, Wilhelm                                                                                            |              | |
| 30256            | Behnstraße gegenüber von Nr. 9, im Schleepark, Königstraße im Schleepark, Struenseestraße gegenüber von Nr. 69–73 (Lage) | E   |                                                                                  | Grabsteine und Erinnerungsmale Behnstraße / Struenseestraße                                                                         | | | 30256        | BW |
| 16252 (286)      | Behnstraße gegenüber von Nr. 9, Struenseestraße gegenüber von Nr. 69–73 (Lage) | O   | Grabsteine/Erinnerungsmale (mit Einfriedung)                                     | Gruppe von dreizehn Grabsteinen und Erinnerungsmalen von der ehem. Heiligen-Geist-Kapelle                                           | 18. Jh./19. Jh.; 1974–1975 (in Teilen Neuaufstellung nach S-Bahn-Bau)                                            | | 30256        | |
| 13971 (286)      | Behnstraße im Schleepark, Königstraße im Schleepark (Lage) | O   | Grabsteine/Erinnerungsmale                                                       | Drei Grabsteine und Erinnerungsmale im Schleepark                                                                                   | 19. Jh., 2. Hälfte/20. Jh, frühes                                                                                | | 30256        | |
| 14961            | Behnstraße o.Nr. (Lage) | O   | Denkmal, Gedenkstein                                                             | Zeise-Gedenk-Stein | 1896 | |              | |
| 30260            | Bei der Friedenseiche 4, 5, 6, o.Nr., Lornsenplatz 1, Max-Brauer-Allee 66, o.Nr., Willebrandstraße 37 (Lage) | E   |                                                                                  | Ensemble Bei der Friedenseiche / Lornsenplatz / Max-Brauer-Allee / Willebrandstraße                                                 | | | 30260        | |
| 15437            | Bei der Friedenseiche 4 (Lage) | O   | Etagenhaus                                                                       | | 1885 | Berschmann, Otto                                                                                             | 30260        | |
| 13977            | Bei der Friedenseiche 5 (Lage) | O   | Etagenhaus                                                                       | | 1886 | Otte, Gustav                                                                                                 | 30260        | |
| 16192            | Bei der Friedenseiche 6 (Lage) | O   | Etagenhaus                                                                       | | 1886 | Otte, Gustav                                                                                                 | 30260        | |
| 30333            | Bei der Friedenseiche o.Nr., Julius-Leber-Straße o.Nr., Max-Brauer-Allee o.Nr. (Lage) | E   |                                                                                  | Alleeabschnitte Julius-Leber-Straße und Max-Brauer-Allee mit Platzanlage Bei der Friedenseiche                                      | | | 30333        | BW |
| 16578            | Bei der Friedenseiche o.Nr., Max-Brauer-Allee o.Nr. (Lage) | O   | Platzanlage; Denkmal (Kriegerdenkmal 180/71)                                     | Platzanlage Bei der Friedenseiche mit Kriegerdenkmal                                                                                | 1880, um | | 30260, 30333 | |
| 30250            | Bei der Johanniskirche 3, 4, 5, 6, 7, 8, 9, 9a, 10, 11, 12, 13, 14, 15, 16, 17, 18, 19, 20, 22, nördlich der Kirche, Wohlers Allee 3 (Lage)                                                                                          | E   |                                                                                  | Bei der Johanniskirche 3-20, 22, o.Nr., Wohlers Allee 3                                                                             | | | 30250        | BW |
| 16119 (1080)     | Bei der Johanniskirche 3 (Lage) | O   | Wohnhaus                                                                         | | 1950er Jahre | | 30250        | |
| 16825 (1080)     | Bei der Johanniskirche 4 (Lage) | O   | Wohnhaus                                                                         | | 1876, vor | | 30250        | |
| 16869 (1080)     | Bei der Johanniskirche 5 (Lage) | O   | Wohnhaus                                                                         | | 1878 | Grimm, John                                                                                                  | 30250        | |
| 16820 (1080)     | Bei der Johanniskirche 6 (Lage) | O   | Wohnhaus                                                                         | | 1887–1888 | Liedtke, Johannes                                                                                            | 30250        | |
| 13431 (1080)     | Bei der Johanniskirche 7 (Lage) | O   | Wohnhaus                                                                         | | 1887–1888 | Liedtke, Johannes                                                                                            | 30250        | |
| 16863 (1080)     | Bei der Johanniskirche 8 (Lage) | O   | Wohnhaus                                                                         | | 1887–1888 | Liedtke, Johannes                                                                                            | 30250        | |
| 16229 (1080)     | Bei der Johanniskirche 9 (Lage) | O   | Wohnhaus                                                                         | | 1887–1888 | Liedtke, Johannes                                                                                            | 30250        | |
| 16861 (1080)     | Bei der Johanniskirche 9a (Lage) | O   | Wohnhaus                                                                         | | 1887–1888 | Liedtke, Johannes                                                                                            | 30250        | |
| 14527 (1080)     | Bei der Johanniskirche 10 (Lage) | O   | Wohnhaus                                                                         | | 2003 | | 30250        | |
| 16823 (1080)     | Bei der Johanniskirche 11 (Lage) | O   | Wohnhaus                                                                         | | 1880–1881 | Biernatzki, Julius Alwin                                                                                     | 30250        | |
| 16164 (1308)     | Bei der Johanniskirche 12 (Lage) | O   | Wohnhaus                                                                         | | 1882–1883 | Grimm, John                                                                                                  | 30250        | |
| 16858 (1080)     | Bei der Johanniskirche 13 (Lage) | O   | Wohnhaus                                                                         | | 1883 | Otte, Gustav                                                                                                 | 30250        | |
| 16334 (1080)     | Bei der Johanniskirche 14 (Lage) | O   | Wohnhaus                                                                         | | 1885, um | | 30250        | |
| 30242            | Bei der Johanniskirche 15a, Max-Brauer-Allee 188, 190, 192, 194, 196, 198, Wohlers Allee 7, 9, 11, 13, 15, 17, 19, 21, 23, 25, 27 (Lage)                                                                                             | E   |                                                                                  | Bei der Johanniskirche / Wohlers Allee / Max-Brauer-Allee                                                                           | | | 30242        | BW |
| 13962 (1080)     | Bei der Johanniskirche 15 (Lage) | O   | Wohnhaus                                                                         | | 1883 | Hanssen & Meerwein (Hanssen, Bernhard/Meerwein, Emil)                                                        | 30250        | |
| 16185            | Bei der Johanniskirche 15a, Wohlers Allee 7 (Lage) | O   | Wohn- und Geschäftshaus                                                          | | 1874–1875 | | 30242        | |
| 16180 (1080)     | Bei der Johanniskirche 16 (Lage) | O   | Wohnhaus                                                                         | | 1883 | Hanssen & Meerwein (Hanssen, Bernhard/Meerwein, Emil)                                                        | 30250        | |
| 16824 (1080)     | Bei der Johanniskirche 17 (Lage) | O   | Wohnhaus                                                                         | | 1883 | Hanssen & Meerwein (Hanssen, Bernhard/Meerwein, Emil)                                                        | 30250        | |
| 16197 (1080)     | Bei der Johanniskirche 18 (Lage) | O   | Wohnhaus                                                                         | Mädchenheim des katholischen Fürsorgevereins                                                                                        | 1883 | Hanssen & Meerwein (Hanssen, Bernhard/Meerwein, Emil)                                                        | 30250        | |
| 16344 (1080)     | Bei der Johanniskirche 19 (Lage) | O   | Etagenhaus                                                                       | | 1910 | Heitmann, H. J.                                                                                              | 30250        | |
| 16228 (1080)     | Bei der Johanniskirche 20 (Lage) | O   | Wohn- und Geschäftshaus (z. T. Privatklinik)                                     | Ehem. Privatklinik Dr. Dinckelacker                                                                                                 | 1890 | Holst, F. | 30250        | |
| 15219 (1080)     | Bei der Johanniskirche 22 (Lage) | O   | Kirche                                                                           | St. Johanniskirche Altona | 1868–1872 | Otzen, Johannes                                                                                              | 30250        | weitere Bilder |
| 16341 (1080)     | Bei der Johanniskirche nördlich der Kirche (Lage) | O   | Denkmal, Kriegerehrenmal (Regimentsehrenmal)                                     | Kriegerehrenmal des 1. Thüringischen Infanterie-Regiments Nr. 31, „Graf Bose“                                                       | 1925 | Henneberger, August                                                                                          | 30250        | |
| 30383            | Bernstorffstraße 121, 125, 127, 129, 131, 133, 135, 137, 139, 141 (Lage) | E   |                                                                                  | Bernstorffstraße 121, 125/127, 129, 131, 133/135/137, 139, 141                                                                      | | | 30383        | |
| 16166 (1087)     | Bernstorffstraße 121 (Lage) | O   | Wohnhaus                                                                         | | 1860, um | | 30383        | |
| 16160 (1087)     | Bernstorffstraße 125, 127 (Lage) | O   | Doppelhaus                                                                       | | 1860, um | | 30383        | |
| 16450 (1087)     | Bernstorffstraße 129 (Lage) | O   | Wohnhaus                                                                         | | 1860, um | | 30383        | |
| 15214 (1087)     | Bernstorffstraße 131 (Lage) | O   | Wohnhaus                                                                         | | 1860, um | | 30383        | |
| 16819 (1087)     | Bernstorffstraße 133, 135, 137 (Lage) | O   | Sahlhaus                                                                         | | 1860, um | | 30383        | |
| 16543 (1087)     | Bernstorffstraße 139 (Lage) | O   | Wohnhaus                                                                         | | 1860, um | | 30383        | |
| 16587 (1087)     | Bernstorffstraße 141 (Lage) | O   | Wohnhaus                                                                         | | 1860, um | | 30383        | |
| 16431            | Bernstorffstraße 143 (Lage) | O   | Etagenhaus                                                                       | | 1865–1866 | |              | |
| 16652            | Bernstorffstraße 145 (Lage) | O   | Stift                                                                            | Reventlow-Stift | 1882–1883 | Winkler, Albert                                                                                              |              | BW |
| 30258            | Bernstorffstraße 149, 151, 153, 155, 157, 159 (Lage) | E   |                                                                                  | Bernstorffstraße 149, 151, 153, 155, 157, 159                                                                                       | | | 30258        | |
| 14815            | Bernstorffstraße 149 (Lage) | O   | Wohnhaus; Pflaster (in der Durchfahrt)                                           | | 1889 | Berschmann, Otto                                                                                             | 30258        | |
| 16461            | Bernstorffstraße 151 (Lage) | O   | Wohnhaus                                                                         | | 1889 | Berschmann, Otto                                                                                             | 30258        | |
| 15463            | Bernstorffstraße 153 (Lage) | O   | Wohnhaus                                                                         | | 1889 | Berschmann, Otto                                                                                             | 30258        | |
| 13974            | Bernstorffstraße 155 (Lage) | O   | Wohnhaus                                                                         | | 1886 | Otte, Gustav                                                                                                 | 30258        | |
| 15209            | Bernstorffstraße 157 (Lage) | O   | Wohnhaus                                                                         | | 1886 | Otte, Gustav                                                                                                 | 30258        | |
| 16866            | Bernstorffstraße 159 (Lage) | O   | Wohnhaus                                                                         | | 1886 | Otte, Gustav                                                                                                 | 30258        | |
| 30267            | Billrothstraße 53, 55, 57, 59, 61, Thedestraße 61 (Lage) | E   |                                                                                  | Billrothstraße / Thedestraße | | | 30267        | |
| 14008            | Billrothstraße 53 (Lage) | O   | Etagenhaus                                                                       | | 1865–1885 | | 30267        | |
| 16181            | Billrothstraße 55 (Lage) | O   | Etagenhaus                                                                       | Dänisches Offiziershaus | 1860, ca. | | 30267        | |
| 16331            | Billrothstraße 57 (Lage) | O   | Etagenhaus                                                                       | | 1860–1865, um | | 30267        | |
| 16168            | Billrothstraße 59 (Lage) | O   | Etagenhaus                                                                       | | 1883 | | 30267        | |
| 14913            | Billrothstraße 61 (Lage) | O   | Etagenhaus                                                                       | | 1880, um | | 30267        | |
| 14900 (1836)     | Billrothstraße 63, 63a, 63b (Lage) | O   | Werkstattgebäude (Hofbebauung)                                                   | Hofwerkstatt Biernatzki | 1865, ca. | |              | |
| 30241            | Billrothstraße 65, 67, Esmarchstraße 57, 59, 59a, 59b, 59c, 59d, 59e, 61, 63, Virchowstraße 64, 66, 68, 70 (Lage) | E   |                                                                                  | Billrothstraße / Virchowstraße / Esmarchstraße                                                                                      | | | 30241        | BW |
| 14898            | Billrothstraße 65 (Lage) | O   | Etagenhaus                                                                       | | 1875–1880, um | | 30241        | |
| 16581            | Billrothstraße 67 (Lage) | O   | Etagenhaus                                                                       | | 1875–1880, um | | 30241        | |
| 15605 (691)      | Billrothstraße 77 (Lage) | O   | Speiseanstalt                                                                    | Altonaer Speiseanstalt | 1880 | Voss, Carl                                                                                                   |              | |
| 14903            | Billrothstraße 79, 81 (Lage) | O   | Etagenhaus                                                                       | | 1889 | Voss, Carl                                                                                                   |              | |
| 30266            | Billrothstraße 150, 152, Schumacherstraße 55, 57, 57 HAUS 1, 57 HAUS 2, 57 HAUS 3, 57 HAUS 4, 57 HAUS 5, 57 HAUS 6, 57 HAUS 7, 59, 61 (Lage)                                                                                         | E   |                                                                                  | Schumacherstraße 55–61 / Billrothstraße 150–152                                                                                     | | | 30266        | BW |
| 14912            | Billrothstraße 150 (Lage) | O   | Etagenhaus (Vorderhaus, Wohnpassage)                                             | Bruhns-Passage | 1875, um | | 30266        | |
| 16808            | Billrothstraße 152 (Lage) | O   | Etagenhaus                                                                       | | 1883 | Winkler, Albert                                                                                              | 30266        | |
| 30255            | Billrothstraße 161, 163, Esmarchstraße 123, 125, 127, 131, Lornsenplatz 10 (Lage) | E   |                                                                                  | Billrothstraße / Esmarchstraße / Lornsenplatz                                                                                       | | | 30255        | BW |
| 16254 (1852)     | Billrothstraße 161, 163 (Lage) | O   | Etagenhaus                                                                       | | 1880, um | | 30255        | |
| 15444            | Breite Straße 54 (Lage) | O   | Etagenhaus                                                                       | | 1950–1951 | Behrens (Blöcke A, C); Freudemann, A. (Blöcke B, D); Marten, Hugo (Blockrand Kirchen/Amundsenstraße)         | 30249        | |
| 16125            | Breite Straße 56, 56a (Lage) | O   | Etagenhaus                                                                       | | 1950–1951 | Behrens (Blöcke A, C); Freudemann, A. (Blöcke B, D); Marten, Hugo (Blockrand Kirchen/Amundsenstraße)         | 30249        | |
| 13440            | Breite Straße 58 (Lage) | O   | Etagenhaus                                                                       | | 1950–1951 | Behrens (Blöcke A, C); Freudemann, A. (Blöcke B, D); Marten, Hugo (Blockrand Kirchen/Amundsenstraße)         | 30249        | BW |
| 14966            | Breite Straße 60 (Lage) | O   | Etagenhaus                                                                       | | 1950–1951 | Behrens (Blöcke A, C); Freudemann, A. (Blöcke B, D); Marten, Hugo (Blockrand Kirchen/Amundsenstraße)         | 30249        | |
| 16785            | Breite Straße 62, 62a (Lage) | O   | Etagenhaus                                                                       | | 1950–1951 | Behrens (Blöcke A, C); Freudemann, A. (Blöcke B, D); Marten, Hugo (Blockrand Kirchen/Amundsenstraße)         | 30249        | |
| 15577            | Breite Straße 64 (Lage) | O   | Etagenhaus                                                                       | | 1950–1951 | Behrens (Blöcke A, C); Freudemann, A. (Blöcke B, D); Marten, Hugo (Blockrand Kirchen/Amundsenstraße)         | 30249        | BW |
| 16132            | Breite Straße 66 (Lage) | O   | Etagenhaus                                                                       | | 1950–1951 | Behrens (Blöcke A, C); Freudemann, A. (Blöcke B, D); Marten, Hugo (Blockrand Kirchen/Amundsenstraße)         | 30249        | BW |
| 14964            | Breite Straße 68 (Lage) | O   | Etagenhaus                                                                       | | 1950–1951 | Behrens (Blöcke A, C); Freudemann, A. (Blöcke B, D); Marten, Hugo (Blockrand Kirchen/Amundsenstraße)         | 30249        | BW |
| 16321            | Breite Straße 70 (Lage) | O   | Etagenhaus                                                                       | | 1950–1951 | Behrens (Blöcke A, C); Freudemann, A. (Blöcke B, D); Marten, Hugo (Blockrand Kirchen/Amundsenstraße)         | 30249        | |
| 14963            | Breite Straße 72, 72a (Lage) | O   | Etagenhaus                                                                       | | 1950–1951 | Behrens (Blöcke A, C); Freudemann, A. (Blöcke B, D); Marten, Hugo (Blockrand Kirchen/Amundsenstraße)         | 30249        | BW |
| 16467            | Breite Straße 74 (Lage) | O   | Etagenhaus                                                                       | | 1950–1951 | Behrens (Blöcke A, C); Freudemann, A. (Blöcke B, D); Marten, Hugo (Blockrand Kirchen/Amundsenstraße)         | 30249        | BW |
| 16323            | Breite Straße 76 (Lage) | O   | Etagenhaus                                                                       | | 1950–1951 | Behrens (Blöcke A, C); Freudemann, A. (Blöcke B, D); Marten, Hugo (Blockrand Kirchen/Amundsenstraße)         | 30249        | BW |
| 16176            | Breite Straße 78 (Lage) | O   | Etagenhaus                                                                       | | 1950–1951 | Behrens (Blöcke A, C); Freudemann, A. (Blöcke B, D); Marten, Hugo (Blockrand Kirchen/Amundsenstraße)         | 30249        | |
| 16443            | Breite Straße 80 (Lage) | O   | Etagenhaus                                                                       | | 1950–1951 | Behrens (Blöcke A, C); Freudemann, A. (Blöcke B, D); Marten, Hugo (Blockrand Kirchen/Amundsenstraße)         | 30249        | BW |
| 16333            | Breite Straße 82 (Lage) | O   | Etagenhaus                                                                       | | 1950–1951 | Behrens (Blöcke A, C); Freudemann, A. (Blöcke B, D); Marten, Hugo (Blockrand Kirchen/Amundsenstraße)         | 30249        | BW |
| 16162            | Breite Straße 84 (Lage) | O   | Etagenhaus                                                                       | | 1950–1951 | Behrens (Blöcke A, C); Freudemann, A. (Blöcke B, D); Marten, Hugo (Blockrand Kirchen/Amundsenstraße)         | 30249        | BW |
| 15563            | Breite Straße 86, 86a (Lage) | O   | Siedlungsbau                                                                     | | 1936 | Buschow, Hans                                                                                                | 30298        | BW |
| 15591            | Breite Straße 88, 88a (Lage) | O   | Siedlungsbau                                                                     | | 1936 | Buschow, Hans                                                                                                | 30298        | BW |
| 16845            | Breite Straße 92 (Lage) | O   | Siedlungsbau                                                                     | | 1936 | Flottau & Höppl (Flottau, Willi/Höppl, Willi)                                                                | 30298        | |
| 16257            | Breite Straße 94 (Lage) | O   | Siedlungsbau                                                                     | | 1936 | Flottau & Höppl (Flottau, Willi/Höppl, Willi)                                                                | 30298        | BW |
| 14965            | Breite Straße 96, 96a (Lage) | O   | Siedlungsbau                                                                     | | 1936 | Flottau & Höppl (Flottau, Willi/Höppl, Willi)                                                                | 30298        | BW |
| 15455            | Breite Straße 98 (Lage) | O   | Siedlungsbau                                                                     | | 1935 | Flottau & Höppl (Flottau, Willi/Höppl, Willi)                                                                | 30298        | |
| 14962            | Breite Straße 100 (Lage) | O   | Siedlungsbau                                                                     | | 1935 | Flottau & Höppl (Flottau, Willi/Höppl, Willi)                                                                | 30298        | BW |
| 16190            | Breite Straße 102, 102a (Lage) | O   | Siedlungsbau                                                                     | | 1935 | Flottau & Höppl (Flottau, Willi/Höppl, Willi)                                                                | 30298        | BW |
| 16258            | Breite Straße 104 (Lage) | O   | Siedlungsbau                                                                     | | 1936 | Flottau & Höppl (Flottau, Willi/Höppl, Willi)                                                                | 30298        | |
| 16815            | Breite Straße 106 (Lage) | O   | Siedlungsbau                                                                     | | 1936 | Flottau & Höppl (Flottau, Willi/Höppl, Willi)                                                                | 30298        | BW |
| 15461            | Breite Straße 108 (Lage) | O   | Siedlungsbau                                                                     | | 1936 | Flottau & Höppl (Flottau, Willi/Höppl, Willi)                                                                | 30298        | BW |
| 13964            | Breite Straße 120 (Lage) | O   | Siedlungsbau                                                                     | | 1950, um | AG Köster, Küntzel, Koebke                                                                                   | 30251        | |
| 15445            | Breite Straße 122 (Lage) | O   | Siedlungsbau                                                                     | | 1950, um | AG Köster, Küntzel, Koebke                                                                                   | 30251        | |
| 16817            | Breite Straße 161 (Lage) | O   | Siedlungsbau                                                                     | | 1951–1952 | Dau, Heinrich/Behrmann, Alfred                                                                               | 30251        | BW |
| 13453            | Breite Straße 161a (Lage) | O   | Siedlungsbau                                                                     | | 1951–1952 | Dau, Heinrich/Behrmann, Alfred                                                                               | 30251        | BW |
| 14967            | Breite Straße 163 (Lage) | O   | Siedlungsbau                                                                     | | 1951–1952 | Dau, Heinrich/Behrmann, Alfred                                                                               | 30251        | BW |
| 16852            | Breite Straße 165 (Lage) | O   | Siedlungsbau                                                                     | | 1951–1952 | Dau, Heinrich/Behrmann, Alfred                                                                               | 30251        | |
| 16433            | Breite Straße 167 (Lage) | O   | Siedlungsbau                                                                     | | 1951–1952 | Dau, Heinrich/Behrmann, Alfred                                                                               | 30251        | BW |
| 16549            | Breite Straße 167a (Lage) | O   | Siedlungsbau                                                                     | | 1951–1952 | Dau, Heinrich/Behrmann, Alfred                                                                               | 30251        | |
| 16879            | Breite Straße 167b (Lage) | O   | Siedlungsbau                                                                     | | 1951–1952 | Dau, Heinrich/Behrmann, Alfred                                                                               | 30251        | BW |
| 14909            | Breite Straße 167c (Lage) | O   | Siedlungsbau                                                                     | | 1951–1952 | Dau, Heinrich/Behrmann, Alfred                                                                               | 30251        | BW |
| 16173            | Breite Straße 169 (Lage) | O   | Siedlungsbau                                                                     | | 1951–1952 | Dau, Heinrich/Behrmann, Alfred                                                                               | 30251        | |
| 30388            | Breite Straße o.Nr., Carsten-Rehder-Straße o.Nr., gegenüber der Einmündung der Buttstraße, De-Voß-Straße o.Nr., Fischmarkt o.Nr. (Lage)                                                                                              | E   |                                                                                  | Stützmauern und Treppen Breite Straße / Fischmarkt / Carsten-Rehder-Straße / De-Voß-Straße                                          | | | 30388        | |
| 16447            | Breite Straße o.Nr. (Lage) | O   | Stützmauer                                                                       | | 19. Jh. spätes                                                                                                   | |              | BW |
| 14374            | Breite Straße o.Nr., Carsten-Rehder-Straße o.Nr., Fischmarkt o.Nr. (Lage) | O   | Stützmauern (mit Geländer und Laternen)                                          | Stützmauern Fischmarkt | 19. Jh., spätes                                                                                                  | | 30388        | |
| 30382            | Carsten-Rehder-Straße 67, 69, Große Elbstraße 96, 100 (Lage) | E   |                                                                                  | Carsten-Rehder-Straße / Große Elbstraße                                                                                             | | | 30382        | BW |
| 16217            | Carsten-Rehder-Straße 67 (Lage) | O   | Wohnhaus                                                                         | | 1911 | Neugebauer, Fritz                                                                                            | 30382        | |
| 16800            | Carsten-Rehder-Straße 69 (Lage) | O   | Wohn- und Geschäftshaus                                                          | Dolck'sche Brauerei | 1908 | Schaar & Hintzpeter (Schaar, Adolf/Hintzpeter, Cäsar L.)                                                     | 30382        | |
| 26120            | Carsten-Rehder-Straße gegenüber der Einmündung der Buttstraße (Lage) | O   | Stützmauer/Treppenanlage (mit Treppengeländer)                                   | Stützmauer Carsten-Rehder-Straße / Buttstraße                                                                                       | 1889, um | | 30388        | |
| 13436            | Carsten-Rehder-Straße o.Nr., De-Voß-Straße o.Nr. (Lage) | O   | Hafentreppe (mit Kasematten, Geländer und Laternen)                              | Hafentreppe De-Voß-Straße | 19. Jh., spätes                                                                                                  | | 30388        | |
| 30320            | Chemnitzstraße 42, 44, Esmarchstraße 56, 58, 60, 62, 64, 66, 68, Hospitalstraße 69, 71, 73, 75, 77, 79, 81, 83, 85, 89, 91, 91a, 93, 95, 95a, o.Nr., östlich Nummer 79, Virchowstraße 65, 65a, 67, 69, 71, 73, 75, 77, 79, 81 (Lage) | E   |                                                                                  | Hospitalstraße / Esmarchstraße / Virchowstraße / Chemnitzstraße                                                                     | | | 30320        | [[Vorlage:Bilderwunsch/code!/C:53.555,9.94761!/D:Chemnitzstraße 42, 44, Esmarchstraße 56, 58, 60, 62, 64, 66, 68, Hospitalstraße 69, 71, 73, 75, 77, 79, 81, 83, 85, 89, 91, 91a, 93, 95, 95a, o.Nr., östlich Nummer 79, Virchowstraße 65, 65a, 67, 69, 71, 73, 75, 77, 79, 81!/\|BW]] |
| 16196            | Chemnitzstraße 42, 44, Virchowstraße 79, 81 (Lage) | O   | Etagenhaus                                                                       | | 1880, um | | 30320        | |
| 13979 (1129)     | Chemnitzstraße 132, 134, 136 (Lage) | O   | Wohnhaus                                                                         | | 1870 | |              | |
| 30403            | De-Voß-Straße 5, 7, Große Elbstraße 68 (Lage) | E   |                                                                                  | Mälzerei Naefeke De-Voß-Straße / Große Elbstraße                                                                                    | | | 30403        | BW |
| 16805 (1031)     | De-Voß-Straße 5 (Lage) | O   | Werksgebäude (Brauerei)                                                          | Mälzerei Naefeke | 1850, vor (Kernbau Buttstraße); 1910–1911 (Neue Mälzerei)                                                        | | 30403        | |
| 14373 (1031)     | De-Voß-Straße 7 (Lage) | O   | Werksgebäude (Brauerei)                                                          | Mälzerei Naefeke | 1850, vor (Kernbau Buttstraße); 1910–1911 (Neue Mälzerei)                                                        | | 30403        | BW |
| 30254            | Dohrnweg 1, 3, 5, Mistralstraße 2, 4, 6, 7, 8, 9, Paulsenplatz 3, 3a, 4, 5, 6, 7, 8, 9, 10, 11, 12, Stresemannstraße 66, 68, 68a (Lage)                                                                                              | E   |                                                                                  | Dohrnweg / Paulsenplatz / Mistralstraße / Stresemannstraße                                                                          | | | 30254        | BW |
| 16184            | Dohrnweg 1 (Lage) | O   | Etagenhaus                                                                       | | 1891–1892 | Schaar & Hintzpeter (Schaar, Adolf/Hintzpeter, Cäsar L.)                                                     | 30254        | |
| 16880            | Dohrnweg 3 (Lage) | O   | Etagenhaus                                                                       | | 1891–1892 | Krümicken, Wilhelm                                                                                           | 30254        | |
| 14911            | Dohrnweg 4, Wohlers Allee 44 (Lage) | O   | Etagenhaus                                                                       | | 1885 | Grotjan, Johannes Martin Friedrich                                                                           |              | |
| 16156            | Dohrnweg 5 (Lage) | O   | Etagenhaus                                                                       | | 1891–1892 | Krümicken, Wilhelm                                                                                           | 30254        | |
| 16855            | Dohrnweg 8a (Lage) | O   | Kirche                                                                           | Kirche St. Theresien | 1890; 1938 | Winkler, Albert; Kamps, Johann (1938)                                                                        |              | |
| 30377            | Ehrenbergstraße 53, 58, 60, 62, Schillerstraße 35 (Lage) | E   |                                                                                  | Ehrenbergstraße / Schillerstraße | | | 30377        | BW |
| 16470 (650)      | Ehrenbergstraße 53 (Lage) | O   | Etagenhaus                                                                       | | 1853–1854 | | 30377        | |
| 16134            | Ehrenbergstraße 58 (Lage) | O   | Stadthaus (Reihenhaus, Doppelhaushälfte)                                         | | 1859–1860, um | | 30377        | |
| 16348 (650)      | Ehrenbergstraße 60 (Lage) | O   | Stadthaus (Reihenhaus, Doppelhaushälfte)                                         | | 1859–1860, um | | 30377        | |
| 16793            | Ehrenbergstraße 62 (Lage) | O   | Wohnhaus                                                                         | | 1859–1860, um | Nicht bekannt                                                                                                | 30377        | |
| 15435 (1914)     | Ehrenbergstraße 66, 68 (Lage) | O   | Stadthaus (Doppelhaus)                                                           | | 1867 | Nicht bekannt                                                                                                |              | |
| 29238            | Elbberg 5, Große Elbstraße 262 (Lage) | O   | Etagenhaus                                                                       | | 1910, um | Kragh, Georg                                                                                                 |              | |
| 31253            | Elbberg o.Nr., Große Elbstraße o.Nr., Kaistraße o.Nr., Max-Brauer-Allee o.Nr., Palmaille o.Nr., Paul-Nevermann-Platz o.Nr., Präsident-Krahn-Straße o.Nr. (Lage)                                                                      | E   |                                                                                  | Hafenbahn Altona | | | 31253        | |
| 16818            | Elbberg o.Nr. (Lage) | O   | Brücke                                                                           | Überbrückung der Hafenbahntrasse westlich des südlichen Hafenbahntunnelausgangs (Nördliche Elbbergbrücke)                           | 19. Jh./20. Jh.                                                                                                  | | 31253        | |
| 26369            | Elbberg o.Nr. (Lage) | O   | Brücke                                                                           | Überbrückung der ehem. Geneigten Ebene (Südliche Elbbergbrücke)                                                                     | 1844; 2000, ab (Instandsetzung, Erneuerung der Oberflächen)                                                      | Altona-Kieler Eisenbahn-Gesellschaft                                                                         | 31253        | |
| 30051            | Esmarchstraße 36, 38, 40, 42, 46, 48, Thedestraße 85, 87 (Lage) | E   |                                                                                  | Esmarchstraße / Thedestraße | | | 30051        | BW |
| 15587            | Esmarchstraße 36 (Lage) | O   | Etagenhaus                                                                       | | 1878–1880, um | | 30051        | |
| 16163            | Esmarchstraße 38 (Lage) | O   | Etagenhaus                                                                       | | 1878–1880, um | | 30051        | |
| 14007            | Esmarchstraße 40, 42 (Lage) | O   | Etagenhaus                                                                       | | 1876–1877, um | | 30051        | |
| 15245            | Esmarchstraße 46 (Lage) | O   | Etagenhaus                                                                       | | 1875, um | | 30051        | |
| 15244            | Esmarchstraße 48 (Lage) | O   | Etagenhaus                                                                       | | 1877, um | | 30051        | |
| 16114            | Esmarchstraße 56, Virchowstraße 65a (Lage) | O   | Etagenhaus                                                                       | | 1875–1878, um | | 30320        | |
| 16580            | Esmarchstraße 57 (Lage) | O   | Etagenhaus                                                                       | | 1879 | | 30241        | |
| 16816            | Esmarchstraße 58 (Lage) | O   | Etagenhaus                                                                       | | 1877 | | 30320        | |
| 16329            | Esmarchstraße 59 (Lage) | O   | Etagenhaus                                                                       | | 1877, vor | | 30241        | |
| 16195            | Esmarchstraße 59a, 59b, 59c, 59d, 59e (Lage) | O   | Fabrikgebäude                                                                    | | 1882 | Hartick, Julius                                                                                              | 30241        | BW |
| 16842            | Esmarchstraße 60 (Lage) | O   | Etagenhaus                                                                       | | 1875–1878, um | | 30320        | |
| 15203            | Esmarchstraße 61, 63 (Lage) | O   | Etagenhaus                                                                       | | 1878–1880, um | | 30241        | |
| 16831            | Esmarchstraße 62 (Lage) | O   | Etagenhaus                                                                       | | 1875–1878, um | | 30320        | |
| 16835            | Esmarchstraße 64, 66 (Lage) | O   | Etagenhaus                                                                       | | 1875–1878, um | | 30320        | |
| 30322            | Esmarchstraße 67, 71, 73, 75, Virchowstraße 59, 61, 61a, 63 (Lage) | E   |                                                                                  | Esmarchstraße / Virchowstraße | | | 30322        | BW |
| 16563            | Esmarchstraße 67 (Lage) | O   | Etagenhaus                                                                       | | 1878–1880, um | | 30322        | |
| 16582            | Esmarchstraße 68 (Lage) | O   | Etagenhaus                                                                       | | 1896 | Schaar & Hintzpeter (Schaar, Adolf/Hintzpeter, Cäsar L.)                                                     | 30320        | |
| 16557            | Esmarchstraße 71 (Lage) | O   | Etagenhaus                                                                       | | 1880, um | Karnatz, Adolf                                                                                               | 30322        | |
| 16558            | Esmarchstraße 73, 75 (Lage) | O   | Etagenhaus                                                                       | | 1875, um | | 30322        | |
| 30263            | Esmarchstraße 87a, Hospitalstraße 54, 56, 58, 60, 62, 64, Stuhlmannstraße 1, 2, 3, 4, 5 (Lage) | E   |                                                                                  | Esmarchstraße / Hospitalstraße / Stuhlmannstraße                                                                                    | | | 30263        | BW |
| 16128            | Esmarchstraße 87a (Lage) | O   | Etagenhaus                                                                       | | 1880, um | | 30263        | |
| 30321            | Esmarchstraße 120, 122, Lornsenplatz 2, 3, 4, 5, 6, 7, 8, 9, Schumacherstraße 86, 88, 89, 90, 91, 92, 93, 94, 95, 96, 97, 98, 99, 101 (Lage)                                                                                         | E   |                                                                                  | Esmarchstraße / Lornsenplatz / Schumacherstraße                                                                                     | | | 30321        | BW |
| 16836            | Esmarchstraße 120 (Lage) | O   | Etagenhaus                                                                       | | 1878–1880, um | | 30321        | |
| 16187            | Esmarchstraße 122 (Lage) | O   | Etagenhaus                                                                       | | 1878–1880, um | | 30321        | |
| 14376 (1852)     | Esmarchstraße 123 (Lage) | O   | Etagenhaus                                                                       | | 1880, um | | 30255        | |
| 13970 (1852)     | Esmarchstraße 125 (Lage) | O   | Etagenhaus                                                                       | | 1880, um | | 30255        | |
| 16463 (1852)     | Esmarchstraße 127 (Lage) | O   | Etagenhaus                                                                       | | 1880, um | | 30255        | BW |
| 16827 (1852)     | Esmarchstraße 131 (Lage) | O   | Etagenhaus                                                                       | | 1880, um | | 30255        | |
| 50906            | Fischmarkt o.Nr (Lage) | O   |                                                                                  | Kasematte; Pflaster; Platz; Stützmauern, Wiederherstellung der Randbebauung und Platzumgestaltung                                   | | |              | BW |
| 16448 (282)      | Fischmarkt o.Nr. (Lage) | O   | Brunnen (Becken; Brunnenfigur)                                                   | Minervabrunnen (Fischmarktbrunnen)                                                                                                  | 1742; 1864 (1. Translozierung); 1989 (Aufstellung des Beckens am heutigen Standort, Ergänzung der Bronzeplastik) | Nicht bekannt; Kock, Hans (Ergänzung)                                                                        |              | |
| 29016            | Fischmarkt o.Nr. (Lage) | O   | Grenzstein                                                                       | | 1870 | |              | |
| 51818            | Fischmarkt o.Nr. (Lage) | O   | Plastik                                                                          | Skulpturenpaar „Fischhändler und Marktfrau“                                                                                         | 1992 (Aufstellung)                                                                                               | Brandes, Gerhard                                                                                             |              | BW |
| 16215 (1140)     | Fischmarkt 2a (Lage) | O   | Wohn- und Geschäftshaus (Etagenhaus mit Eilguthalle im Erdgeschoss)              | | 1910 | |              | |
| 30257            | Fischmarkt 5, 7, 9, Große Elbstraße 6, 8, 10, 12 (Lage) | E   |                                                                                  | Fischmarkt 5–9 / Ottilienhof | | | 30257        | |
| 16198            | Fischmarkt 5 (Lage) | O   | Etagenhaus                                                                       | | 1894 | | 30257        | |
| 15224            | Fischmarkt 7 (Lage) | O   | Etagenhaus                                                                       | | 1894 | | 30257        | |
| 15613            | Fischmarkt 9 (Lage) | O   | Etagenhaus                                                                       | | 1894 | | 30257        | |
| 13975            | Fischmarkt 17 (Lage) | O   | Etagenhaus                                                                       | | 1948 | Erler, Curt                                                                                                  |              | |
| 13975            | Fischmarkt 19, Carsten-Rehder-Straße 1 (Lage) | O   | Geschosswohnungsbau                                                              | | 1988 | Talkenberg, Günter                                                                                           |              | BW |
| 14897            | Gilbertstraße 62 (Lage) | O   | Etagenhaus                                                                       | | 1891 | Schaar & Hintzpeter (Schaar, Adolf/Hintzpeter, Cäsar L.)                                                     |              | |
| 29237 (849)      | Govertsweg 1, Thedestraße 108 (Lage) | O   | Schwimmbad                                                                       | Thedebad | 1881 | Petersen, Albert                                                                                             |              | weitere Bilder |
| 13972            | Große Elbstraße 6 (Lage) | O   | Etagenhaus                                                                       | Ottilienhof | 1894–1895 | Winkler, Albert                                                                                              | 30257        | BW |
| 13425            | Große Elbstraße 8 (Lage) | O   | Etagenhaus                                                                       | Ottilienhof | 1894–1895 | Winkler, Albert                                                                                              | 30257        | BW |
| 16219 (740)      | Große Elbstraße 9 (Lage) | O   | Markthalle                                                                       | Fischauktionshalle | 1895–1896; 1982–1984 (Erneuerung)                                                                                | Stadtbauamt Altona (Ursprungsbau) Talkenberg, Günter (Erneuerung)                                            |              | |
| 16130            | Große Elbstraße 10 (Lage) | O   | Etagenhaus                                                                       | Ottilienhof | 1894–1895 | Winkler, Albert                                                                                              | 30257        | |
| 16222            | Große Elbstraße 12 (Lage) | O   | Etagenhaus                                                                       | Ottilienhof | 1894–1895 | Winkler, Albert                                                                                              | 30257        | |
| 16542 (1209)     | Große Elbstraße 27 (Lage) | O   | Mühlenanlage (Großmühlenbetrieb)                                                 | Langesche Mühle, Hafengroßmühle H. W. Lange                                                                                         | 1880 | |              | |
| 16216 (1076)     | Große Elbstraße 39 (Lage) | O   | Speicher                                                                         | | 1880, um | |              | |
| 15286 (1031)     | Große Elbstraße 68 (Lage) | O   | Mälzerei                                                                         | Mälzerei Naefeke | 1850, vor | Behrend, Gottlieb                                                                                            | 30403        | |
| 16157            | Große Elbstraße 96 (Lage) | O   | Etagenhaus                                                                       | | 1911 | Neugebauer, Fritz                                                                                            | 30382        | BW |
| 16218            | Große Elbstraße 100 (Lage) | O   | Etagenhaus                                                                       | | 1908 | Schaar & Hintzpeter (Schaar, Adolf/Hintzpeter, Cäsar L.)                                                     | 30382        | BW |
| 16539            | Große Elbstraße 132 (Lage) | O   | Etagenhaus                                                                       | Seemannsheim | 1929 | Stoltenberg, Kurt                                                                                            |              | |
| 30418            | Große Elbstraße 142, 146 (Lage) | E   |                                                                                  | Große Elbstraße 142–146 | | | 30418        | |
| 28713 (1823)     | Große Elbstraße 142 (Lage) | O   | Fabrikgebäude/Speicher; Fabrikgebäude (Sheddachhalle)                            | Maschinenfabrik Groth & Degenhardt                                                                                                  | 1892; 1899 | Glocke & Göttsch (Baugeschäft) (1. Erw.); Schaar & Hintzpeter (Schaar, Adolf/Hintzpeter, Cäsar L.) (2. Erw.) | 30418        | |
| 16850 (1823)     | Große Elbstraße 146 (Lage) | O   | Kaufmannshaus; Speicher (Anbau); Fabrikgebäude (Anbau)                           | Maschinenfabrik Groth & Degenhardt                                                                                                  | 1772; 1820 | | 30418        | |
| 26371            | Große Elbstraße o.Nr., Kaistraße o.Nr. (Lage) | O   | Mauern (Stützmauern)                                                             | Stützmauern an der Kaistraße und an der Großen Elbstraße                                                                            | 1874–1875; 2000, ab (Instandsetzung, Erneuerung der Oberflächen)                                                 | Stadt Altona                                                                                                 | 31253        | |
| 16234            | Hamburger Hochstraße 2 (Lage) | O   | Etagenhaus                                                                       | | 1900, um | | 30248        | |
| 30401            | Heidritterstraße 3, 4, 5, Lange Straße 7, 9, 10, 11 (Lage) | E   |                                                                                  | Heidritterstraße / Lange Straße | | | 30401        | BW |
| 16799            | Heidritterstraße 3 (Lage) | O   | Etagenhaus                                                                       | | 1900, um | | 30401        | |
| 15201            | Heidritterstraße 4 (Lage) | O   | Etagenhaus                                                                       | | 1900, um | | 30401        | |
| 16806            | Heidritterstraße 5 (Lage) | O   | Etagenhaus                                                                       | | 1900, um | | 30401        | |
| 14905 (1131)     | Heidritterstraße 12 (Lage) | O   | Gemeindehaus/Küsterhaus                                                          | | 1819–1820 | Wimmel, Carl Ludwig                                                                                          | 30264        | |
| 16853 (1131, 19) | Heidritterstraße südlich von Nr. 12 (Lage) | O   | Kirche                                                                           | St. Pauli-Kirche | 1819–1820 | Wimmel, Carl Ludwig                                                                                          | 30264        | |
| 16121            | Hein-Köllisch-Platz 4 (Lage) | O   | Etagenhaus                                                                       | | 1876 | Bartels, B. J. A.                                                                                            | 30248        | BW |
| 15612            | Hein-Köllisch-Platz 5 (Lage) | O   | Etagenhaus                                                                       | | 1876 | Bartels, B. J. A.                                                                                            | 30248        | |
| 16249            | Hein-Köllisch-Platz 6 (Lage) | O   | Etagenhaus                                                                       | | 1880, um | | 30248        | |
| 16182            | Hein-Köllisch-Platz 7 (Lage) | O   | Etagenhaus                                                                       | | 1876, um | Bartels, B. J. A.                                                                                            | 30248        | BW |
| 16159            | Hein-Köllisch-Platz 8 (Lage) | O   | Etagenhaus                                                                       | | 1876, um | Bartels, B. J. A.                                                                                            | 30248        | BW |
| 15226            | Hein-Köllisch-Platz 9 (Lage) | O   | Etagenhaus                                                                       | | 1880, um | | 30248        | BW |
| 16798            | Hein-Köllisch-Platz 11 (Lage) | O   | Etagenhaus                                                                       | | 1890 | | 30248        | BW |
| 30216            | Holstenplatz 13, 14, 15, 16, 17 (Lage) | E   |                                                                                  | Holstenplatz 13–17 | | | 30216        | BW |
| 14323            | Holstenplatz 13 (Lage) | O   | Etagenhaus                                                                       | | 1893 | Schaar & Hintzpeter (Schaar, Adolf/Hintzpeter, Cäsar L.)                                                     | 30216        | |
| 14330            | Holstenplatz 14 (Lage) | O   | Etagenhaus                                                                       | | 1893 | Schaar & Hintzpeter (Schaar, Adolf/Hintzpeter, Cäsar L.)                                                     | 30216        | |
| 14329            | Holstenplatz 15 (Lage) | O   | Etagenhaus                                                                       | | 1893 | Schaar & Hintzpeter (Schaar, Adolf/Hintzpeter, Cäsar L.)                                                     | 30216        | |
| 14331            | Holstenplatz 16 (Lage) | O   | Etagenhaus                                                                       | | 1893, nach | Ehrich, Carl (vermutl.)                                                                                      | 30216        | |
| 14332            | Holstenplatz 17 (Lage) | O   | Etagenhaus                                                                       | | 1897–1898, um | Schaar & Hintzpeter (Schaar, Adolf/Hintzpeter, Cäsar L.)                                                     | 30216        | |
| 30215            | Holstenplatz o.Nr., Suttnerstraße 18, westlich von Nr. 18 (Lage) | E   |                                                                                  | Christuskirche Suttnerstraße | | | 30215        | weitere Bilder |
| 14322            | Holstenplatz o.Nr., Suttnerstraße westlich von Nr. 18 (Lage) | O   | Kirchengebäude                                                                   | Christuskirche (Kirchengebäude) | 1912; 1956–1957 (Wiederaufbau)                                                                                   | Lehmann, J. W. H.; Kallmorgen, Werner (1956–57 Wiederaufbau)                                                 | 30215        | |
| 30302            | Holstenstraße 108, 110, Hospitalstraße 107, 109, Max-Brauer-Allee 134, 134, 136, o.Nr. (Lage) | E   |                                                                                  | Allgemeines Krankenhaus Altona Max-Brauer-Allee / Hospitalstraße / Holstenstraße                                                    | | | 30302        | weitere Bilder |
| 16832 (747)      | Holstenstraße 108, 110 (Lage) | O   | Krankenhausgebäude (Behandlungs- und Bettenhaus)                                 | Jenckelhaus, Neue Chirurgische und Medizinische Klinik des Allgemeinen Krankenhauses Altona                                         | 1910-1914 | Stadtbauamt Altona (Werner Jakstein) nach vorausgehenden Planungen von Schmieden & Boethke                   | 30302        | weitere Bilder |
| 30387            | Holstenstraße 185, 187, 191, 193, 195, 197, Suttnerstraße 36, 38, 40, 42 (Lage) | E   |                                                                                  | Holstenstraße / Suttnerstraße | | | 30387        | BW |
| 16812            | Holstenstraße 185 (Lage) | O   | Etagenhaus                                                                       | | 1900, um | | 30387        | |
| 13430            | Holstenstraße 187 (Lage) | O   | Etagenhaus                                                                       | | 1886 | Heidtmann, A.                                                                                                | 30387        | BW |
| 16326            | Holstenstraße 191 (Lage) | O   | Etagenhaus                                                                       | | 1893 | Schaar & Hintzpeter (Schaar, Adolf/Hintzpeter, Cäsar L.)                                                     | 30387        | |
| 16830            | Holstenstraße 193 (Lage) | O   | Etagenhaus                                                                       | | 1893 | Schaar & Hintzpeter (Schaar, Adolf/Hintzpeter, Cäsar L.)                                                     | 30387        | BW |
| 16223            | Holstenstraße 195 (Lage) | O   | Etagenhaus                                                                       | | 1902 | Liebel, F.                                                                                                   | 30387        | |
| 16456            | Holstenstraße 197 (Lage) | O   | Etagenhaus                                                                       | | 1900, um | | 30387        | BW |
| 15607 (710)      | Hospitalstraße 44 (Lage) | O   | Stift                                                                            | Marthaheim | 1893 | Winkler, Albert                                                                                              |              | |
| 15575            | Hospitalstraße 54 (Lage) | O   | Etagenhaus                                                                       | | 1881 | Karnatz, Adolf                                                                                               | 30263        | |
| 15574            | Hospitalstraße 56 (Lage) | O   | Etagenhaus                                                                       | | 1881 | Karnatz, Adolf                                                                                               | 30263        | |
| 15430            | Hospitalstraße 58 (Lage) | O   | Etagenhaus                                                                       | | 1880 | Karnatz, Adolf                                                                                               | 30263        | |
| 13424            | Hospitalstraße 60 (Lage) | O   | Etagenhaus                                                                       | | 1880 | Karnatz, Adolf                                                                                               | 30263        | |
| 16178            | Hospitalstraße 62 (Lage) | O   | Etagenhaus                                                                       | | 1880 | Karnatz, Adolf                                                                                               | 30263        | |
| 30381            | Hospitalstraße 63, 65, 67, 67a (Lage) | E   |                                                                                  | Hospitalstraße 63–67a | | | 30381        | BW |
| 16153            | Hospitalstraße 63 (Lage) | O   | Etagenhaus                                                                       | | 1870–1875, um | | 30381        | |
| 16841            | Hospitalstraße 64 (Lage) | O   | Etagenhaus                                                                       | | 1880 | Karnatz, Adolf                                                                                               | 30263        | |
| 14015            | Hospitalstraße 65 (Lage) | O   | Etagenhaus                                                                       | | 1875, um | | 30381        | |
| 16803            | Hospitalstraße 67 (Lage) | O   | Etagenhaus                                                                       | | 1875, um | | 30381        | |
| 15576            | Hospitalstraße 67a (Lage) | O   | Etagenhaus                                                                       | | 1875–1878, um | | 30381        | BW |
| 15602            | Hospitalstraße 69, 71, 73 (Lage) | O   | Etagenhaus                                                                       | | 1880, um | | 30320        | |
| 16193            | Hospitalstraße 75, 77 (Lage) | O   | Etagenhaus                                                                       | | 1880, um | | 30320        | |
| 16550            | Hospitalstraße 79, 81 (Lage) | O   | Etagenhaus                                                                       | | 1880, um | | 30320        | |
| 30262            | Hospitalstraße 82, 84, 86, 88, 90, 92 (Lage) | E   |                                                                                  | Hospitalstraße 82–92 | | | 30262        | |
| 15222            | Hospitalstraße 82, 84, 86 (Lage) | O   | Etagenhaus                                                                       | | 1870, um | | 30262        | |
| 16250            | Hospitalstraße 83, 85 (Lage) | O   | Etagenhaus                                                                       | | 1880–1881 | Karnatz, Adolf                                                                                               | 30320        | |
| 14902            | Hospitalstraße 88, 90, 92 (Lage) | O   | Etagenhaus                                                                       | | 1870, um | | 30262        | |
| 16784            | Hospitalstraße 89 (Lage) | O   | Etagenhaus                                                                       | | 1880, um | | 30320        | |
| 16248            | Hospitalstraße 91, 91a, 93 (Lage) | O   | Etagenhaus                                                                       | | 19. Jh., 3. Drittel                                                                                              | | 30320        | |
| 16214            | Hospitalstraße 95 (Lage) | O   | Etagenhaus                                                                       | | 19. Jh., 3. Drittel                                                                                              | | 30320        | |
| 16552            | Hospitalstraße 95a (Lage) | O   | Etagenhaus (Hinterhaus, Wohnterrasse)                                            | | 19. Jh., 3. Drittel                                                                                              | | 30320        | |
| 30265            | Hospitalstraße 98, 100, 102, 104, 106, 110, 112, 114, 116, 118, 120, Max-Brauer-Allee 108 (Lage) | E   |                                                                                  | Hospitalstraße 98–120 | | | 30265        | |
| 14906            | Hospitalstraße 98, 100 (Lage) | O   | Etagenhaus                                                                       | | 1865–1885 | | 30265        | |
| 16335            | Hospitalstraße 102 (Lage) | O   | Etagenhaus                                                                       | | 1865–1885 | | 30265        | |
| 16336            | Hospitalstraße 104 (Lage) | O   | Etagenhaus                                                                       | | 1865–1885 | | 30265        | |
| 16337            | Hospitalstraße 106 (Lage) | O   | Etagenhaus                                                                       | | 1865–1885 | | 30265        | |
| 15466 (747)      | Hospitalstraße 107 (Lage) | O   | Krankenhausgebäude                                                               | | 19. Jh., 2. Hälfte                                                                                               | | 30302        | weitere Bilder |
| 16117 (747)      | Hospitalstraße 109 (Lage) | O   | Krankenhausgebäude                                                               | | 1859–1861 | Winkler, Heinrich Oskar                                                                                      | 30302        | weitere Bilder |
| 16577            | Hospitalstraße 110 (Lage) | O   | Etagenhaus                                                                       | | 1865–1885 | | 30265        | |
| 15599            | Hospitalstraße 112 (Lage) | O   | Etagenhaus                                                                       | | 1865–1885 | | 30265        | |
| 16116            | Hospitalstraße 114 (Lage) | O   | Etagenhaus                                                                       | | 1865–1885 | | 30265        | |
| 15569            | Hospitalstraße 116, 118 (Lage) | O   | Etagenhaus                                                                       | | 1865–1885 | | 30265        | |
| 16122            | Hospitalstraße 120 (Lage) | O   | Fassade (Etagenhaus)                                                             | | 1865–1885 | | 30265        | |
| 16127            | Hospitalstraße o.Nr. (Lage) | O   | Etagenhaus                                                                       | | 1865–1885 | |              | BW |
| 16809 (1776)     | Hospitalstraße o.Nr., östlich Nummer 79 (Lage) | O   | Gewerbebau (Speichergebäude)                                                     | | 19. Jh., spätes                                                                                                  | | 30320        | |
| 11753            | Kaistraße o.Nr., Max-Brauer-Allee o.Nr., Palmaille o.Nr., Paul-Nevermann-Platz o.Nr., Präsident-Krahn-Straße o.Nr. (Lage) | O   | Eisenbahntunnel                                                                  | Altonaer Hafenbahntunnel (Schellfischtunnel)                                                                                        | 1874; 1893 (Verlängerung)                                                                                        | Altona-Kieler Eisenbahn-Gesellschaft                                                                         | 31253        | |
| 30300            | Karl-Wolff-Straße 3, 5, 7, 9, 11, 13, 15, 17 (Lage) | E   |                                                                                  | Karl-Wolff-Straße 3–17 | | | 30300        | BW |
| 15567            | Karl-Wolff-Straße 3 (Lage) | O   | Etagenhaus                                                                       | | 1881 | Hartick, Julius                                                                                              | 30300        | |
| 16149            | Karl-Wolff-Straße 5 (Lage) | O   | Etagenhaus                                                                       | | 1898 | Krümicken, Wilhelm                                                                                           | 30300        | |
| 16140            | Karl-Wolff-Straße 7 (Lage) | O   | Etagenhaus                                                                       | | 1890, um | | 30300        | |
| 13428            | Karl-Wolff-Straße 9 (Lage) | O   | Etagenhaus                                                                       | | 1890, um | | 30300        | |
| 15451            | Karl-Wolff-Straße 11 (Lage) | O   | Etagenhaus                                                                       | | 1890, um | | 30300        | |
| 16327            | Karl-Wolff-Straße 13 (Lage) | O   | Etagenhaus                                                                       | | 1890, um | | 30300        | |
| 16559            | Karl-Wolff-Straße 15 (Lage) | O   | Etagenhaus                                                                       | | 1890, um | | 30300        | |
| 16465            | Karl-Wolff-Straße 17 (Lage) | O   | Etagenhaus                                                                       | | 1890, um | | 30300        | |
| 15592            | Kirchenstraße 1 (Lage) | O   | Siedlungsbau                                                                     | | 1950–1951 | | 30249        | |
| 15288            | Kirchenstraße 3 (Lage) | O   | Siedlungsbau                                                                     | | 1950–1951 | | 30249        | |
| 16260            | Kirchenstraße 5 (Lage) | O   | Siedlungsbau                                                                     | | 1950–1951 | | 30249        | |
| 15571            | Kirchenstraße 7 (Lage) | O   | Siedlungsbau                                                                     | | 1950–1951 | | 30249        | |
| 30379            | Kirchenstraße 40, südlich von Nr. 40 (Lage) | E   |                                                                                  | Ensemble Hauptkirche St. Trinitatis                                                                                                 | | | 30379        | |
| 16814 (145)      | Kirchenstraße 40 (Lage) | O   | Pastorat, Gemeindehaus                                                           | | 1956–1957 | Bauer, Robert                                                                                                | 30379        | |
| 13435 (145, 288) | Kirchenstraße südlich von Nr. 40 (Lage) | O   | Kirche                                                                           | Hauptkirche St. Trinitatis | 1688 (Turm); 1742–1743; 1954–1969                                                                                | Bläser, Jacob (1688); Dose, Cai (1742); Grundmann, Friedhelm/Sandtmann, Horst (Wiederaufbau)                 | 30379        | |
| 30400            | Köhlbrandtreppe 1, o.Nr. (Lage) | E   |                                                                                  | Köhlbrandtreppe | | | 30400        | |
| 15578 (1284)     | Köhlbrandtreppe 1 (Lage) | O   | Etagenhaus, Wohngebäude                                                          | | 1891 | Schaar & Hintzpeter (Schaar, Adolf/Hintzpeter, Cäsar L.)                                                     | 30400        | |
| 15294 (1284)     | Köhlbrandtreppe o.Nr. (Lage) | O   | Treppenanlage                                                                    | Köhlbrandtreppe | 1889 | | 30400        | |
| 30420            | Königstraße 12, Mörkenstraße 1 (Lage) | E   |                                                                                  | Königstraße 12 / Mörkenstraße 1 | | | 30420        | |
| 16440            | Königstraße 12, Mörkenstraße 1 (Lage) | O   | Wohnhochhaus; Außenanlagen                                                       | | 1958 | Nicolai, Heinrich                                                                                            | 30420        | |
| 16236            | Königstraße 26 (Lage) | O   | Etagenhaus                                                                       | | 1899 | Schaar & Hintzpeter (Schaar, Adolf/Hintzpeter, Cäsar L.)                                                     |              | |
| 16437 (804)      | Königstraße 30 (Lage) | O   | Etagenhaus                                                                       | | 1888 | Petersen & Ehrich (Petersen, Albert/Ehrich, Carl)                                                            |              | |
| 30245            | Königstraße 32, Lessers Passage 2, 4, 6, 8, 10 (Lage) | E   |                                                                                  | Lessers Passage / Königstraße | | | 30245        | BW |
| 13956 (1168)     | Königstraße 32 (Lage) | O   | Wohnhaus/Geschäftshaus                                                           | | 1860er | | 30245        | |
| 15459            | Königstraße 41 (Lage) | O   | Wohngebäude                                                                      | | 1953 | Nagel, Erwin/Kibbel, Bruno                                                                                   | 30301        | |
| 16171            | Königstraße 43 (Lage) | O   | Wohngebäude                                                                      | | 1953 | Nagel, Erwin/Kibbel, Bruno                                                                                   | 30301        | |
| 14907            | Königstraße in der Grünanlage (Lage) | O   | Denkmal (Bronzestandbild, Granitsockel)                                          | Bismarck-Denkmal | 1898 | Brütt, Adolf                                                                                                 |              | |
| 16844            | Königstraße in der Grünanlage westlich des Rathauses (Lage) | O   | Denkmal                                                                          | Denkmal für Peter Theodor Zeise | 1896 | Giesecke, Wilhelm/Leyrer, C.                                                                                 |              | |
| 14960            | Königstraße o.Nr. (Lage) | O   | Oberleitungsmasten (Straßenbahn)                                                 | | 1896, um | |              | |
| 16158 (469)      | Königstraße o.Nr. (Lage) | O   | Friedhof, jüdischer Friedhof                                                     | Jüdischer Friedhof Altona | 17. Jh., Anfang (1611 Grundstückskauf); 1621–1871 (durch Inschrift datierte Grabstätten)                         | |              | weitere Bilder |
| 15287            | Lange Straße 3 (Lage) | O   | Etagenhaus                                                                       | | 1875–1890 | | 30248        | |
| 15225            | Lange Straße 4 (Lage) | O   | Etagenhaus                                                                       | | 1875–1890 | | 30248        | BW |
| 16235 (573)      | Lange Straße 6 (Lage) | O   | Wachgebäude                                                                      | | 1815 | |              | |
| 16797            | Lange Straße 7 (Lage) | O   | Etagenhaus                                                                       | | 1911 | Lindhorst, Albert                                                                                            | 30401        | |
| 15295            | Lange Straße 9 (Lage) | O   | Etagenhaus                                                                       | | 1911 | Lindhorst, Albert                                                                                            | 30401        | |
| 15285            | Lange Straße 10 (Lage) | O   | Etagenhaus                                                                       | | 1912 | Lindhorst, Albert                                                                                            | 30401        | |
| 16444            | Lange Straße 11 (Lage) | O   | Etagenhaus                                                                       | | 1912 | Lindhorst, Albert                                                                                            | 30401        | |
| 30253            | Lange Straße 18, 19, 20, 22, 23 (Lage) | E   |                                                                                  | Lange Straße 18–22, 19, 23 | | | 30253        | |
| 16843            | Lange Straße 18 (Lage) | O   | Etagenhaus                                                                       | | 1870, um | | 30253        | |
| 13966            | Lange Straße 19 (Lage) | O   | Etagenhaus                                                                       | | 1870, um | | 30253        | BW |
| 15614            | Lange Straße 20 (Lage) | O   | Etagenhaus                                                                       | | 1870, um | | 30253        | |
| 13973            | Lange Straße 22 (Lage) | O   | Etagenhaus                                                                       | | 1882, um | | 30253        | |
| 13433            | Lange Straße 23 (Lage) | O   | Etagenhaus                                                                       | | 1882, um | | 30253        | |
| 16786 (1168)     | Lessers Passage 2 (Lage) | O   | Wohnhaus                                                                         | | 1865, um | | 30245        | BW |
| 16562 (1168)     | Lessers Passage 4 (Lage) | O   | Wohnhaus                                                                         | | 1890, um | | 30245        | BW |
| 16473 (1168)     | Lessers Passage 6 (Lage) | O   | Mehrfamilienhaus                                                                 | | 1953 | | 30245        | BW |
| 16471 (1168)     | Lessers Passage 8 (Lage) | O   | Mehrfamilienhaus                                                                 | | 1953 | | 30245        | BW |
| 16472 (1168)     | Lessers Passage 10 (Lage) | O   | Wohnhaus                                                                         | | 1890, um | | 30245        | BW |
| 14917            | Lornsenplatz 1 (Lage) | O   | Etagenhaus                                                                       | | 1886 | Winkler, Albert                                                                                              | 30260        | |
| 15218            | Lornsenplatz 2 (Lage) | O   | Etagenhaus                                                                       | | 1877 | | 30321        | |
| 16537            | Lornsenplatz 3 (Lage) | O   | Stadthaus                                                                        | | 1875, um | | 30321        | |
| 16840            | Lornsenplatz 4 (Lage) | O   | Stadthaus                                                                        | | 1875, um | | 30321        | |
| 15238 (1806)     | Lornsenplatz 5 (Lage) | O   | Stadthaus                                                                        | | 1875, um | | 30321        | |
| 16839            | Lornsenplatz 6 (Lage) | O   | Stadthaus                                                                        | | 1875, um | | 30321        | |
| 16566            | Lornsenplatz 7 (Lage) | O   | Stadthaus                                                                        | | 1875, um | | 30321        | BW |
| 15568            | Lornsenplatz 8 (Lage) | O   | Stadthaus                                                                        | | 1875, um | | 30321        | |
| 16177            | Lornsenplatz 9 (Lage) | O   | Etagenhaus                                                                       | | 1875, um | | 30321        | |
| 14916 (1852)     | Lornsenplatz 10 (Lage) | O   | Etagenhaus                                                                       | | 1880, um | | 30255        | |
| 30259            | Lornsenplatz 11, Lornsenstraße 21, 23, 25, 27, 29, 30, 31, 32, 33, 34, 36, 38, Schomburgstraße 108, 110 (Lage) | E   |                                                                                  | Lornsenstraße / Lornsenplatz / Schomburgstraße                                                                                      | | | 30259        | BW |
| 15223            | Lornsenplatz 11 (Lage) | O   | Etagenhaus                                                                       | | 1875, um | Hartick, Julius                                                                                              | 30259        | |
| 30421            | Lornsenplatz 12, 13, 14 (Lage) | E   |                                                                                  | Lornsenplatz 12–14 | | | 30421        | |
| 16590            | Lornsenplatz 12 (Lage) | O   | Etagenhaus                                                                       | | 1875–1880 | Pohlmann, J.                                                                                                 | 30421        | |
| 16561            | Lornsenplatz 13 (Lage) | O   | Etagenhaus                                                                       | | 1883, um | | 30421        | |
| 16586            | Lornsenplatz 14 (Lage) | O   | Etagenhaus                                                                       | | 1885, um | Berschmann, Otto                                                                                             | 30421        | |
| 15221            | Lornsenstraße 21 (Lage) | O   | Etagenhaus                                                                       | | 1874–1875 | Hartick, Julius (vermutl.)                                                                                   | 30259        | |
| 16585            | Lornsenstraße 23 (Lage) | O   | Etagenhaus                                                                       | | 1874–1875; 1941 (angepasster Wiederaufbau nach Zerstörung des rückwärtigen Teils)                                | Hartick, Julius (vermutl.)                                                                                   | 30259        | |
| 16584            | Lornsenstraße 25 (Lage) | O   | Etagenhaus                                                                       | | 1941 | | 30259        | |
| 16568            | Lornsenstraße 27 (Lage) | O   | Etagenhaus                                                                       | | 1874–1875 | Hartick, Julius (vermutl.)                                                                                   | 30259        | |
| 16567            | Lornsenstraße 29 (Lage) | O   | Etagenhaus                                                                       | | 1874–1875 | Hartick, Julius (vermutl.)                                                                                   | 30259        | |
| 16560            | Lornsenstraße 30 (Lage) | O   | Etagenhaus                                                                       | | 1874–1875 | Hartick, Julius (vermutl.)                                                                                   | 30259        | |
| 16653            | Lornsenstraße 31 (Lage) | O   | Etagenhaus                                                                       | | 1874–1875 | Hartick, Julius (vermutl.)                                                                                   | 30259        | |
| 13976            | Lornsenstraße 32 (Lage) | O   | Etagenhaus                                                                       | | 1874–1875 | Hartick, Julius (vermutl.)                                                                                   | 30259        | |
| 15235            | Lornsenstraße 33 (Lage) | O   | Etagenhaus                                                                       | | 1874–1875 | Hartick, Julius (vermutl.)                                                                                   | 30259        | |
| 14014            | Lornsenstraße 34 (Lage) | O   | Etagenhaus                                                                       | | 1874–1875 | Hartick, Julius (vermutl.)                                                                                   | 30259        | |
| 16556            | Lornsenstraße 36 (Lage) | O   | Etagenhaus                                                                       | | 1874–1875 | Hartick, Julius (vermutl.)                                                                                   | 30259        | |
| 16553            | Lornsenstraße 38 (Lage) | O   | Etagenhaus                                                                       | | 1874–1875 | Hartick, Julius (vermutl.)                                                                                   | 30259        | BW |
| 26143            | Louise-Schroeder-Straße 21 (Lage) | O   | Luftschutzbau, Tiefbunker (Rundbunker, Erprobungsbau)                            | | 1962–1963 | |              | weitere Bilder |
| 28685 (1685)     | Max-Brauer-Allee 24 (Lage) | O   | Pavillon (Gartenpavillon)                                                        | | 19. Jh., 2. Hälfte                                                                                               | |              | |
| 15436 (1001)     | Max-Brauer-Allee 34 (Lage) | O   | Speicher                                                                         | | 1893, ca. | |              | |
| 30317            | Max-Brauer-Allee 60, 62, 64 (Lage) | E   |                                                                                  | Max-Brauer-Allee 60–64 | | | 30317        | BW |
| 15594 (1253)     | Max-Brauer-Allee 60 (Lage) | O   | Verwaltungsgebäude                                                               | SAGA-Verwaltung | 1953 | Hermkes, Bernhard                                                                                            | 30317        | |
| 16576 (1253)     | Max-Brauer-Allee 62 (Lage) | O   | Bürogebäude                                                                      | | 1955–1956 | Hermkes, Bernhard                                                                                            | 30317        | |
| 14013 (1253)     | Max-Brauer-Allee 64 (Lage) | O   | Bürogebäude                                                                      | | 1955–1956 | Hermkes, Bernhard                                                                                            | 30317        | |
| 16833            | Max-Brauer-Allee 66 (Lage) | O   | Etagenhaus                                                                       | | 1886 (vermutl.)                                                                                                  | | 30260        | |
| 29228            | Max-Brauer-Allee 84, Schumacherstraße 114 (Lage) | O   | Etagenhaus                                                                       | | 1902 | Neugebauer, Fritz                                                                                            |              | |
| 13429            | Max-Brauer-Allee 86 (Lage) | O   | Gaststätte                                                                       | | 1941, um | |              | |
| 30270            | Max-Brauer-Allee 88, 90 (Lage) | E   |                                                                                  | Max-Brauer-Allee 88–90 | | | 30270        | |
| 16834            | Max-Brauer-Allee 88 (Lage) | O   | Etagenhaus                                                                       | | 1876 | Elvers, Carl                                                                                                 | 30270        | |
| 14921            | Max-Brauer-Allee 90 (Lage) | O   | Etagenhaus                                                                       | | 1876 | Elvers, Carl                                                                                                 | 30270        | |
| 15600            | Max-Brauer-Allee 108 (Lage) | O   | Etagenhaus                                                                       | | 1865–1885 | | 30265        | |
| 17456 (747)      | Max-Brauer-Allee 134 (Lage) | O   | Krankenhausgebäude                                                               | Altes Allgemeines Krankenhaus Altona, Hauptgebäude                                                                                  | 1859–1861; 20. Jh., frühes (Anbau)                                                                               | Winkler, Heinrich Oskar                                                                                      | 30302        | weitere Bilder |
| 38879            | Max-Brauer-Allee 134 (Lage) | O   | Außenanlagen (mit Auffahrt); Einfriedung                                         | | 19. Jh./20. Jh.                                                                                                  | | 30302        | BW |
| 15620 (747)      | Max-Brauer-Allee 136 (Lage) | O   | Krankenhausgebäude (Schwesternheim)                                              | Schwesternwohnhaus des Alten Allgemeinen Krankenhauses Altona                                                                       | 1926–1927 | Oelsner, Gustav                                                                                              | 30302        | weitere Bilder |
| 16225            | Max-Brauer-Allee 188 (Lage) | O   | Etagenhaus                                                                       | | 1877 | | 30242        | |
| 16544            | Max-Brauer-Allee 190 (Lage) | O   | Etagenhaus                                                                       | | 1873 | | 30242        | |
| 16459            | Max-Brauer-Allee 192 (Lage) | O   | Etagenhaus                                                                       | | 1873 | | 30242        | |
| 16458            | Max-Brauer-Allee 194 (Lage) | O   | Etagenhaus                                                                       | | 1877 | Karnatz, Adolf                                                                                               | 30242        | |
| 16457            | Max-Brauer-Allee 196 (Lage) | O   | Etagenhaus                                                                       | | 1877 | | 30242        | |
| 16261            | Max-Brauer-Allee 198 (Lage) | O   | Etagenhaus                                                                       | | 1877 | | 30242        | |
| 43771            | Max-Brauer-Allee 219-221 (Lage) | O   | Sternbrücke                                                                      | Brücke/Widerlager/Gewerbebau | 1920er Jahre | | 43773        | BW |
| 15617 (747)      | Max-Brauer-Allee o.Nr. (Lage) | O   | Park (Grünanlagen des Krankenhauses); Einfriedung                                | August-Lütgens-Park | 19. Jh. | | 30302        | |
| 14375            | Max-Brauer-Allee o.Nr. (Lage) | O   | Straßenabschnitt/Promenade (Allee); Platzanlage                                  | Allee mit Promenade im Verlauf der Max-Brauer-Allee zwischen Eggerstedtstraße und Goetheallee mit Platzanlage Bei der Friedenseiche | 1880, um | | 30333        | BW |
| 13969            | Mistralstraße 2 (Lage) | O   | Etagenhaus                                                                       | | 1891 | Hartick, Julius                                                                                              | 30254        | |
| 16161            | Mistralstraße 4 (Lage) | O   | Etagenhaus                                                                       | | 1891 | | 30254        | |
| 16810            | Mistralstraße 6 (Lage) | O   | Etagenhaus                                                                       | | 1891–1892 | Schaar & Hintzpeter (Schaar, Adolf/Hintzpeter, Cäsar L.)                                                     | 30254        | |
| 16874            | Mistralstraße 7 (Lage) | O   | Etagenhaus                                                                       | | 1892 | Hartick, Julius                                                                                              | 30254        | |
| 16791            | Mistralstraße 8 (Lage) | O   | Etagenhaus                                                                       | | 1892 | Hartick, Julius                                                                                              | 30254        | |
| 16460            | Mistralstraße 9 (Lage) | O   | Etagenhaus                                                                       | | 1891 | Schaar & Hintzpeter (Schaar, Adolf/Hintzpeter, Cäsar L.)                                                     | 30254        | |
| 30398            | Mörkenstraße 55, 55a, 55b (Lage) | E   |                                                                                  | Mörkenstraße 55–55b | | | 30398        | BW |
| 16442 (848)      | Mörkenstraße 55 (Lage) | O   | Wohngebäude (Vorderhaus, Wohnterrasse)                                           | | 1850–1870 | | 30398        | |
| 14957 (848)      | Mörkenstraße 55a, 55b (Lage) | O   | Wohngebäude (Hinterhaus, Wohnterrasse)                                           | | 1850–1870 | | 30398        | BW |
| 30252            | Museumstraße in der Parkanlage, gegenüber dem Altonaer Museum, in der Parkanlage, östlich von Nr. 27/29, Platz der Republik 1, o.Nr., in der Parkanlage gegenüber dem Rathaus, vor dem Rathaus (Lage)                                | E   |                                                                                  | Altonaer Rathaus / Platz der Republik                                                                                               | | | 30252        | |
| 16141            | Museumstraße in der Parkanlage, östlich von Nr. 27/29 (Lage) | O   | Brunnenanlage                                                                    | Stuhlmannbrunnen | 1900 (Aufstellung, Entwurf 1896)                                                                                 | Türpe, Paul (Entwurf)                                                                                        | 30252        | weitere Bilder |
| 39122            | Museumstraße in der Parkanlage, gegenüber dem Altonaer Museum (Lage) | O   | Denkmal (Findling mit Tafel)                                                     | Denkmal für die Stiftung des Kaiserplatzes                                                                                          | 1899 | | 30252        | |
| 30385            | Norderreihe 2, o.Nr., Thadenstraße o.Nr. (Lage) | E   |                                                                                  | Friedhof Norderreihe (Wohlers Park)                                                                                                 | | | 30385        | |
| 16186 (452)      | Norderreihe 2 (Lage) | O   | Torgebäude (Pastorat)                                                            | Friedhof Norderreihe (Wohlers Park), Eingangsbauwerk                                                                                | 1948 | | 30385        | |
| 26368 (287, 452) | Norderreihe o.Nr. (Lage) | O   | Friedhof                                                                         | Friedhof Norderreihe | 1833; 1977 (Umwidmung in Parkanlage)                                                                             | | 30385        | |
| 15168            | Otzenstraße 25, 27 (Lage) | O   | Etagenhaus                                                                       | | 1893 | Krümicken, Wilhelm                                                                                           |              | |
| 15454            | Palmaille 1 (Lage) | O   | Siedlungsbau                                                                     | | 1951–1952 | Dau, Heinrich/Behrmann, Alfred                                                                               | 30251        | |
| 15449            | Palmaille 3 (Lage) | O   | Siedlungsbau                                                                     | | 1951–1952 | Dau, Heinrich/Behrmann, Alfred                                                                               | 30251        | |
| 14016            | Palmaille 5 (Lage) | O   | Siedlungsbau                                                                     | | 1951–1952 | Dau, Heinrich/Behrmann, Alfred                                                                               | 30251        | |
| 15593            | Palmaille 7 (Lage) | O   | Siedlungsbau                                                                     | | 1951–1952 | Dau, Heinrich/Behrmann, Alfred                                                                               | 30251        | |
| 30297            | Palmaille 45, 49, 51, 53, 55, 57, 59, 61 (Lage) | E   |                                                                                  | Palmaille 45, 49, 51 | | | 30297        | |
| 15438 (163)      | Palmaille 45 (Lage) | O   | Villa                                                                            | Baursches Palais | 1801–1802 | Hansen, Christian F.                                                                                         | 30297        | |
| 14197 (163)      | Palmaille 49 (Lage) | O   | Villa                                                                            | Baursches Palais | 1801–1802 | Hansen, Christian F.                                                                                         | 30297        | |
| 14319            | Palmaille 51 (Lage) | O   | Villa                                                                            | Baursches Palais | 1801–1802 | Hansen, Christian F.                                                                                         | 30297        | |
| 16194            | Palmaille 52 (Lage) | O   | Etagenhaus                                                                       | | 1860, um | |              | |
| 31258            | Palmaille 53, 55, 57, 59, 61, 63, 65 (Lage) | E   |                                                                                  | Palmaille 53–65 | | | 31258        | |
| 16124 (377)      | Palmaille 53, 55 (Lage) | O   | Wohnhaus (Stadthaus, Doppelhaus)                                                 | Baursche Häuser an der Palmaille | 1824–1825 | Hansen, Johann Matthias                                                                                      | 30297, 31258 | |
| 16172 (401)      | Palmaille 57 (Lage) | O   | Wohnhaus (Stadthaus)                                                             | Baursche Häuser an der Palmaille | 1824–1825 | Hansen, Johann Matthias                                                                                      | 30297, 31258 | |
| 14020 (364)      | Palmaille 59 (Lage) | O   | Wohnhaus (Stadthaus)                                                             | Baursche Häuser an der Palmaille | 1824–1825 | Hansen, Johann Matthias                                                                                      | 30297, 31258 | |
| 16536 (365)      | Palmaille 61 (Lage) | O   | Wohnhaus (Stadthaus)                                                             | Baursche Häuser an der Palmaille | 1824–1825 | Hansen, Johann Matthias                                                                                      | 30297, 31258 | |
| 14320            | Palmaille 63 (Lage) | O   | Fassade (Stadthausfassade)                                                       | Baursche Häuser an der Palmaille | 1870 (Umgestaltung und Erweiterung der Fassade des Kernbaus von 1824 bis 1825)                                   | Nicht ermittelt (Kernbau von 1824–1825 err. nach Plänen von Johann Matthias Hansen)                          | 31258        | |
| 16259 (366)      | Palmaille 65 (Lage) | O   | Fassade (Stadthausfassade)                                                       | Baursche Häuser an der Palmaille | 1824–1825 | Hansen, Johann Matthias                                                                                      | 31258        | |
| 15291            | Palmaille 75 (Lage) | O   | Wohnhaus                                                                         | | 1868–1869 | |              | |
| 15460 (1937)     | Palmaille 94 (Lage) | O   | Wohnhaus                                                                         | | 1955 | Geckler, Max                                                                                                 |              | |
| 16138 (165)      | Palmaille 100 (Lage) | O   | Wohnhaus                                                                         | | 1790, um | |              | |
| 30261            | Palmaille 104, 106 (Lage) | E   |                                                                                  | Palmaille 104–106 | | | 30261        | |
| 13978 (755)      | Palmaille 104 (Lage) | O   | Wohnhaus                                                                         | Dultz'sche Häuser | 1790 | | 30261        | |
| 15447 (756)      | Palmaille 106 (Lage) | O   | Wohnhaus                                                                         | Dultz'sche Häuser | 1786, um | | 30261        | |
| 30386            | Palmaille 112, 114a, 116, 118, 120 (Lage) | E   |                                                                                  | Palmaille 112/114a–120 | | Hansen, Christian F.                                                                                         | 30386        | |
| 16322 (460)      | Palmaille 112, 114a (Lage) | O   | Wohnhaus                                                                         | Wohnhaus Dehn | 1797–1798 | Hansen, Christian F.                                                                                         | 30386        | |
| 15205 (166)      | Palmaille 116 (Lage) | O   | Wohnhaus                                                                         | | 1803–1804 | Hansen, Christian F.                                                                                         | 30386        | |
| 16251 (493)      | Palmaille 118 (Lage) | O   | Wohnhaus                                                                         | | 1803–1804 | Hansen, Christian F.                                                                                         | 30386        | |
| 16189 (367)      | Palmaille 120 (Lage) | O   | Wohnhaus                                                                         | | 1802 | Hansen, Christian F.                                                                                         | 30386        | |
| 30299            | Palmaille 122, 124 (Lage) | E   |                                                                                  | Palmaille 122–124 | | | 30299        | BW |
| 15446            | Palmaille 122 (Lage) | O   | Wohnhaus                                                                         | | 1865 | | 30299        | |
| 14017            | Palmaille 124 (Lage) | O   | Wohnhaus                                                                         | | 1893 | Lundt & Kallmorgen (Lundt, Werner/Kallmorgen, Georg)                                                         | 30299        | |
| 30326            | Palmaille 126, 126a, 126b, 130, 130a, 130b (Lage) | E   |                                                                                  | Palmaille 126–126b, 130–130b | | | 30326        | BW |
| 15565 (873)      | Palmaille 126, 126b (Lage) | O   | Wohnhaus                                                                         | | 1890 | Köster, Otto/Otte, Gustav (vermutl.)                                                                         | 30326        | |
| 16469 (873)      | Palmaille 126a (Lage) | O   | Hofbebauung                                                                      | | 1890 | Köster, Otto/Otte, Gustav (vermutl.)                                                                         | 30326        | BW |
| 16120 (873)      | Palmaille 130, 130b (Lage) | O   | Wohngebäude (Vorderhaus)                                                         | | 1890 | Köster, Otto/Otte, Gustav (vermutl.)                                                                         | 30326        | BW |
| 15633 (873)      | Palmaille 130a (Lage) | O   | Hofbebauung                                                                      | | 1890 | Köster, Otto/Otte, Gustav (vermutl.)                                                                         | 30326        | BW |
| 15448 (286)      | Palmaille in der Grünanlage südlich von Nr. 45 (Lage) | O   | Kriegerdenkmal                                                                   | Denkmal für die vor Helgoland Gefallenen der Österreichischen Marine 1864 (Helgoland-Denkmal)                                       | 1865 | Haller, Martin; Behrmann, W. P.; Klein und Reiher                                                            |              | |
| 29367            | Palmaille o.Nr. (Lage) | O   | Promenade; Grünanlage                                                            | Palmaille, südlich der Straße, Grünfläche und Promenade                                                                             | 18. Jh./19. Jh./20. Jh.                                                                                          | |              | BW |
| 15611            | Paulsenplatz 3, 3a (Lage) | O   | Etagenhaus                                                                       | | 1891–1892 | Schaar & Hintzpeter (Schaar, Adolf/Hintzpeter, Cäsar L.)                                                     | 30254        | |
| 15236            | Paulsenplatz 4 (Lage) | O   | Etagenhaus                                                                       | | 1891–1892 | Schaar & Hintzpeter (Schaar, Adolf/Hintzpeter, Cäsar L.)                                                     | 30254        | |
| 16338            | Paulsenplatz 5 (Lage) | O   | Etagenhaus                                                                       | | 1891–1892 | Hartick, Julius                                                                                              | 30254        | |
| 16342            | Paulsenplatz 6 (Lage) | O   | Etagenhaus                                                                       | | 1891–1892 | Plath & Thielbart                                                                                            | 30254        | |
| 16870            | Paulsenplatz 7 (Lage) | O   | Etagenhaus                                                                       | | 1891–1892 | Plath & Thielbart                                                                                            | 30254        | |
| 16873            | Paulsenplatz 8 (Lage) | O   | Etagenhaus                                                                       | | 1891–1892 | Krümicken, Wilhelm                                                                                           | 30254        | |
| 16232            | Paulsenplatz 9 (Lage) | O   | Etagenhaus                                                                       | | 1891–1892 | Krümicken, Wilhelm                                                                                           | 30254        | |
| 16233            | Paulsenplatz 10 (Lage) | O   | Etagenhaus                                                                       | | 1891–1892 | Krümicken, Wilhelm                                                                                           | 30254        | |
| 15610            | Paulsenplatz 11 (Lage) | O   | Etagenhaus                                                                       | | 1891–1892 | Krümicken, Wilhelm                                                                                           | 30254        | |
| 16224 (1674)     | Paulsenplatz 12 (Lage) | O   | Etagenhaus                                                                       | | 1891–1892 | Krümicken, Wilhelm                                                                                           | 30254        | |
| 30384            | Pinnasberg 60, 61, 62, 63, 70, 72 (Lage) | E   |                                                                                  | Pinnasberg 60–63, 70, 72 | | | 30384        | BW |
| 16446            | Pinnasberg 60 (Lage) | O   | Etagenhaus                                                                       | | 1887 | Bregartner, Wilhelm                                                                                          | 30384        | |
| 16540            | Pinnasberg 61 (Lage) | O   | Etagenhaus                                                                       | | 1887 | Bregartner, Wilhelm                                                                                          | 30384        | |
| 16783            | Pinnasberg 62 (Lage) | O   | Etagenhaus                                                                       | | 1887 | Bregartner, Wilhelm                                                                                          | 30384        | |
| 16455            | Pinnasberg 63 (Lage) | O   | Etagenhaus                                                                       | | 1887 | Bregartner, Wilhelm                                                                                          | 30384        | |
| 16169            | Pinnasberg 70 (Lage) | O   | Etagenhaus                                                                       | | 1887 | Bregartner, Wilhelm                                                                                          | 30384        | |
| 16220            | Pinnasberg 72 (Lage) | O   | Etagenhaus                                                                       | | 1887 | Bregartner, Wilhelm                                                                                          | 30384        | |
| 16445 (1131)     | Pinnasberg 80 (Lage) | O   | Pastorat                                                                         | | 1819–1820 | | 30264        | |
| 16541 (1131)     | Pinnasberg 81 (Lage) | O   | Pastorat                                                                         | | 1819–1820 | | 30264        | |
| 16170 (1131, 19) | Pinnasberg o.Nr. (Lage) | O   | Kirche                                                                           | St. Pauli-Kirche | 1819–1820 | Wimmel, Carl Ludwig                                                                                          | 30264        | |
| 16123            | Platz der Republik 1 (Lage) | O   | Rathaus (nach Erweiterung und Umbau des Vorgängerbaus von 1844 (Bahnhof Altona)) | Rathaus Altona | 1898 (Erweiterung und Umbau des Vorgängerbaus von 1844 (Bahnhof Altona))                                         | | 30252        | weitere Bilder |
| 39121            | Platz der Republik in der Parkanlage gegenüber dem Rathaus (Lage) | O   | Kunst im öffentlichen Raum                                                       | Skulptur Black Form – Dedicated to the Missing Jews                                                                                 | 1987 (Anfertigung, Aufstellung auf Skulpturenausstellung 1987 in Münster, danach transloziert nach Hamburg)      | LeWitt, Sol                                                                                                  | 30252        | weitere Bilder |
| 15450            | Platz der Republik o.Nr. (Lage) | O   | Platzanlage                                                                      | Platz der Republik (ehem. Kaiserplatz)                                                                                              | 1895; 1977, ab (Neuzuschnitt/Ergänzungen)                                                                        | Brix, Josef                                                                                                  | 30252        | |
| 13965            | Platz der Republik vor dem Rathaus (Lage) | O   | Denkmal, Reiterstandbild                                                         | Kaiser-Wilhelm-Denkmal | 1897–1898 | Eberlein, Gustav                                                                                             | 30252        | |
| 13438            | Sägemühlenstraße 1 (Lage) | O   | Siedlungsbau                                                                     | | 1951–1952 | Dau, Heinrich/Behrmann, Alfred                                                                               | 30251        | |
| 15564            | Sägemühlenstraße 2 (Lage) | O   | Siedlungsbau                                                                     | | 1951–1952 | Dau, Heinrich/Behrmann, Alfred                                                                               | 30251        | |
| 16133            | Sägemühlenstraße 3 (Lage) | O   | Siedlungsbau                                                                     | | 1951–1952 | Dau, Heinrich/Behrmann, Alfred                                                                               | 30251        | |
| 15573            | Sägemühlenstraße 4 (Lage) | O   | Siedlungsbau                                                                     | | 1951–1952 | Dau, Heinrich/Behrmann, Alfred                                                                               | 30251        | |
| 16174            | Sägemühlenstraße 5 (Lage) | O   | Siedlungsbau                                                                     | | 1951–1952 | Dau, Heinrich/Behrmann, Alfred                                                                               | 30251        | |
| 14018            | Sägemühlenstraße 6 (Lage) | O   | Siedlungsbau                                                                     | | 1951–1952 | Dau, Heinrich/Behrmann, Alfred                                                                               | 30251        | |
| 14019            | Sägemühlenstraße 8 (Lage) | O   | Siedlungsbau                                                                     | | 1951–1952 | Dau, Heinrich/Behrmann, Alfred                                                                               | 30251        | |
| 15458            | Sägemühlenstraße 10 (Lage) | O   | Siedlungsbau                                                                     | | 1951–1952 | Dau, Heinrich/Behrmann, Alfred                                                                               | 30251        | |
| 16564 (1021)     | Schillerstraße 7 (Lage) | O   | Wohnhaus                                                                         | | 1891 | |              | |
| 30399            | Schillerstraße 14, 16, 18, 20 (Lage) | E   |                                                                                  | Schillerstraße 14–20 | | | 30399        | BW |
| 16794            | Schillerstraße 14 (Lage) | O   | Etagenhaus                                                                       | | 1860, um | | 30399        | |
| 30246            | Schillerstraße 15, 17, Schmarjestraße 39, 41, 43, 45 (Lage) | E   |                                                                                  | Schillerstraße / Schmarjestraße | | | 30246        | BW |
| 16795            | Schillerstraße 15 (Lage) | O   | Etagenhaus                                                                       | | 1880, um | | 30246        | |
| 16346            | Schillerstraße 16 (Lage) | O   | Etagenhaus                                                                       | | 1860, um | | 30399        | |
| 16227            | Schillerstraße 17 (Lage) | O   | Etagenhaus                                                                       | | 1870–1880 | | 30246        | |
| 14959            | Schillerstraße 18 (Lage) | O   | Etagenhaus                                                                       | | 1880, um | | 30399        | |
| 16434            | Schillerstraße 20 (Lage) | O   | Etagenhaus                                                                       | | 1880, um | | 30399        | |
| 30268            | Schillerstraße 22, Schmarjestraße 28 (Lage) | E   |                                                                                  | St. Petri (Altona) | | | 30268        | BW |
| 14919            | Schillerstraße 22 (Lage) | O   | Kirchengebäude; Pastorat; Nebengebäude (Konfirmandensaal)                        | St. Petri-Kirche | 1880–1883 | Otzen, Johannes                                                                                              | 30268        | |
| 30375            | Schillerstraße 25, 27, 29 (Lage) | E   |                                                                                  | Schillerstraße 25–29 | | | 30375        | BW |
| 16136            | Schillerstraße 25 (Lage) | O   | Wohnhaus                                                                         | | 1860, um | | 30375        | BW |
| 16129            | Schillerstraße 27 (Lage) | O   | Etagenhaus                                                                       | | 1860, um | | 30375        | |
| 16441 (1026)     | Schillerstraße 29 (Lage) | O   | Etagenhaus                                                                       | | 1860, um | | 30375        | |
| 15566            | Schillerstraße 35 (Lage) | O   | Etagenhaus                                                                       | | 1889, vor | | 30377        | |
| 16851            | Schleestraße 2 (Lage) | O   | Siedlungsbau                                                                     | | 1951–1952 | AG Köster, Küntzel, Koebke                                                                                   | 30251        | |
| 16139            | Schleestraße 4 (Lage) | O   | Siedlungsbau                                                                     | | 1951–1952 | AG Köster, Küntzel, Koebke                                                                                   | 30251        | BW |
| 16188            | Schmarjestraße 28 (Lage) | O   | Kirchengebäude; Pastorat; Nebengebäude (Konfirmandensaal)                        | St. Petri-Kirche | 1880–1883 | Otzen, Johannes                                                                                              | 30268        | |
| 16436            | Schmarjestraße 39 (Lage) | O   | Etagenhaus                                                                       | | 1880, um | | 30246        | |
| 13957            | Schmarjestraße 41 (Lage) | O   | Etagenhaus                                                                       | | 1880, um | | 30246        | |
| 14958            | Schmarjestraße 43 (Lage) | O   | Etagenhaus                                                                       | | 1880, um | | 30246        | |
| 16226            | Schmarjestraße 45 (Lage) | O   | Etagenhaus                                                                       | | 1880, um | | 30246        | |
| 14901            | Schomburgstraße 108 (Lage) | O   | Etagenhaus                                                                       | | 1874–1875, um | Hartick, Julius (vermutl.)                                                                                   | 30259        | |
| 14968            | Schomburgstraße 110 (Lage) | O   | Bürobau                                                                          | | 20. Jh., Mitte (vermutl.)                                                                                        | Nicht ermittelt                                                                                              | 30259        | |
| 30318            | Schomburgstraße 118a, 118b, 118c, 118d, 118f (Lage) | E   |                                                                                  | Schomburgstraße 118a–d, f | | | 30318        | |
| 15609            | Schomburgstraße 118a (Lage) | O   | Wohngebäude (Hinterhaus)                                                         | | 1889–1892 | Henninger & Völckers; Hartick, Julius (vermutl.)                                                             | 30318        | BW |
| 15598            | Schomburgstraße 118b (Lage) | O   | Wohngebäude (Hinterhaus)                                                         | | 1889–1892 | Henninger & Völckers; Hartick, Julius (vermutl.)                                                             | 30318        | BW |
| 15616            | Schomburgstraße 118c (Lage) | O   | Wohngebäude (Hinterhaus)                                                         | | 1889–1892 | Henninger & Völckers; Hartick, Julius (vermutl.)                                                             | 30318        | BW |
| 15597            | Schomburgstraße 118d (Lage) | O   | Wohngebäude (Hinterhaus)                                                         | | 1889–1892 | Henninger & Völckers; Hartick, Julius (vermutl.)                                                             | 30318        | BW |
| 16802            | Schomburgstraße 118f (Lage) | O   | Wohngebäude (Hinterhaus)                                                         | | 1889–1892 | Henninger & Völckers; Hartick, Julius (vermutl.)                                                             | 30318        | BW |
| 30319            | Schumacherstraße 50, 52, 54 (Lage) | E   |                                                                                  | Schumacherstraße 50–54 | | | 30319        | |
| 16179            | Schumacherstraße 50 (Lage) | O   | Etagenhaus                                                                       | | 1884–1885 | | 30319        | |
| 15601            | Schumacherstraße 52 (Lage) | O   | Etagenhaus                                                                       | | 1884–1885 | | 30319        | |
| 16148            | Schumacherstraße 54 (Lage) | O   | Etagenhaus                                                                       | | 1884–1885 | | 30319        | |
| 17785            | Schumacherstraße 55 (Lage) | O   | Etagenhaus                                                                       | | 1880–1890, um | | 30266        | |
| 15241            | Schumacherstraße 57 (Lage) | O   | Etagenhaus (Vorderhaus, Wohnpassage)                                             | Bruhns-Passage | 1875, um | | 30266        | |
| 15239            | Schumacherstraße 57 HAUS 1 (Lage) | O   | Etagenhaus (Hinterhaus, Wohnpassage)                                             | Bruhns-Passage | 1875, um | | 30266        | BW |
| 16883            | Schumacherstraße 57 HAUS 2 (Lage) | O   | Etagenhaus (Hinterhaus, Wohnpassage)                                             | Bruhns-Passage | 1875, um | | 30266        | BW |
| 16884            | Schumacherstraße 57 HAUS 3 (Lage) | O   | Etagenhaus (Hinterhaus, Wohnpassage)                                             | Bruhns-Passage | 1875, um | | 30266        | BW |
| 16551            | Schumacherstraße 57 HAUS 4 (Lage) | O   | Etagenhaus (Hinterhaus, Wohnpassage)                                             | Bruhns-Passage | 1875, um | | 30266        | BW |
| 16432            | Schumacherstraße 57 HAUS 5 (Lage) | O   | Etagenhaus (Hinterhaus, Wohnpassage)                                             | Bruhns-Passage | 1875, um | | 30266        | BW |
| 16330            | Schumacherstraße 57 HAUS 6 (Lage) | O   | Etagenhaus (Hinterhaus, Wohnpassage)                                             | Bruhns-Passage | 1875, um | | 30266        | BW |
| 15237            | Schumacherstraße 57 HAUS 7 (Lage) | O   | Etagenhaus (Hinterhaus, Wohnpassage)                                             | Bruhns-Passage | 1875, um | | 30266        | BW |
| 16554            | Schumacherstraße 59 (Lage) | O   | Etagenhaus                                                                       | | 1880–1890, um | Winkler, Albert                                                                                              | 30266        | |
| 15596            | Schumacherstraße 61 (Lage) | O   | Etagenhaus                                                                       | | 1880–1890, um | Winkler, Albert                                                                                              | 30266        | |
| 15615            | Schumacherstraße 86 (Lage) | O   | Etagenhaus                                                                       | | 1875, um | | 30321        | |
| 16788            | Schumacherstraße 88 (Lage) | O   | Etagenhaus                                                                       | | 1875, um | | 30321        | |
| 16183            | Schumacherstraße 89 (Lage) | O   | Etagenhaus                                                                       | | 1875, um | | 30321        | |
| 15240            | Schumacherstraße 90 (Lage) | O   | Etagenhaus                                                                       | | 1875, um | | 30321        | |
| 16464            | Schumacherstraße 91 (Lage) | O   | Etagenhaus                                                                       | | 1875, um | | 30321        | |
| 16790            | Schumacherstraße 92 (Lage) | O   | Etagenhaus                                                                       | | 1875, um | | 30321        | |
| 16548            | Schumacherstraße 93 (Lage) | O   | Etagenhaus                                                                       | | 1875, um | | 30321        | |
| 16864            | Schumacherstraße 94 (Lage) | O   | Etagenhaus                                                                       | | 1875, um | | 30321        | |
| 16885            | Schumacherstraße 95 (Lage) | O   | Etagenhaus                                                                       | | 1875, um | | 30321        | |
| 16126            | Schumacherstraße 96 (Lage) | O   | Etagenhaus                                                                       | | 1875, um | | 30321        | |
| 14012            | Schumacherstraße 97, 99 (Lage) | O   | Etagenhaus, Doppelhaus                                                           | | 1875, um | | 30321        | |
| 16865            | Schumacherstraße 98 (Lage) | O   | Etagenhaus                                                                       | | 1875, um | | 30321        | |
| 16881            | Schumacherstraße 99 (Lage) | O   | Etagenhaus                                                                       | | 1875, um | | 30321        | |
| 15603            | Schumacherstraße 101 (Lage) | O   | Etagenhaus                                                                       | | 1875, um | | 30321        | |
| 30376            | St. Pauli Fischmarkt 3, 4, 5 (Lage) | E   |                                                                                  | St. Pauli Fischmarkt 3–5 | | | 30376        | BW |
| 16131            | St. Pauli Fischmarkt 3 (Lage) | O   | Etagenhaus                                                                       | | 1905, um | | 30376        | BW |
| 16807            | St. Pauli Fischmarkt 4 (Lage) | O   | Etagenhaus                                                                       | | 1905, um | | 30376        | BW |
| 13434            | St. Pauli Fischmarkt 5 (Lage) | O   | Etagenhaus                                                                       | | 1905, um | | 30376        | |
| 16589            | Stresemannstraße 66 (Lage) | O   | Etagenhaus                                                                       | | 1892–1893 | | 30254        | |
| 16792            | Stresemannstraße 68 (Lage) | O   | Etagenhaus                                                                       | | 1892–1893 | | 30254        | |
| 16801            | Stresemannstraße 68a (Lage) | O   | Etagenhaus                                                                       | | 1892–1893 | | 30254        | |
| 30247            | Stresemannstraße 78, 84, 86 (Lage) | E   |                                                                                  | Stresemannstraße 78–86 | | | 30247        | |
| 16345            | Stresemannstraße 78 (Lage) | O   | Etagenhaus                                                                       | | 1885, um | | 30247        | |
| 13420            | Stresemannstraße 84 (Lage) | O   | Etagenhaus                                                                       | | 1885, um | | 30247        | |
| 13959            | Stresemannstraße 86 (Lage) | O   | Etagenhaus                                                                       | | 1885, um | | 30247        | |
| 43773            | Stresemannstraße 114, 119, Max-Brauer-Allee 200, 202, 204, 219, 221, (Lage) | E   | Sternbrücke                                                                      | Bahnbrücke, Anlage bestehend aus Bahnbrücke mit Widerlagern und anschließenden bzw. integrierten Gewerbebauten                      | 1891–1894, 1926, (gestaltprägender Umbau mit Erneuerung Überbau)                                                 | Königliche Eisenbahn-Direktion Altona                                                                        | 43773        | weitere Bilder |
| 16453            | Stuhlmannstraße 1 (Lage) | O   | Etagenhaus                                                                       | | 1880–1881 | Karnatz, Adolf                                                                                               | 30263        | |
| 14915            | Stuhlmannstraße 2 (Lage) | O   | Etagenhaus                                                                       | | 1880–1881 | Karnatz, Adolf                                                                                               | 30263        | |
| 14904            | Stuhlmannstraße 3 (Lage) | O   | Etagenhaus                                                                       | | 1880–1881 | Karnatz, Adolf                                                                                               | 30263        | |
| 15296            | Stuhlmannstraße 4 (Lage) | O   | Etagenhaus                                                                       | | 1880–1881 | Karnatz, Adolf                                                                                               | 30263        | |
| 16154            | Stuhlmannstraße 5 (Lage) | O   | Etagenhaus                                                                       | | 1880–1881 | Karnatz, Adolf                                                                                               | 30263        | |
| 16230            | Suttnerstraße 18 (Lage) | O   | Gemeindehaus/Pastorat                                                            | Christuskirche (Gemeindehaus) | 1912 | Lehmann, J. W. H.;                                                                                           | 30215        | |
| 16350            | Suttnerstraße 36 (Lage) | O   | Etagenhaus                                                                       | | 1900, um | | 30387        | |
| 15207            | Suttnerstraße 38 (Lage) | O   | Etagenhaus                                                                       | | 1900, um | | 30387        | |
| 13416            | Suttnerstraße 40 (Lage) | O   | Etagenhaus                                                                       | | 1900, um | | 30387        | |
| 16862            | Suttnerstraße 42 (Lage) | O   | Etagenhaus                                                                       | | 1900, um | | 30387        | |
| 30243            | Thadenstraße 96, 100, 104, 108, 108a, 108b, 110, 110a, 110b, 114, 116, 118 (Lage) | E   |                                                                                  | Thadenstraße 96, 100, 104, 108–110 a–b, 114–118                                                                                     | | | 30243        | BW |
| 14910            | Thadenstraße 96, 100 (Lage) | O   | Etagenhaus                                                                       | | 1873 | | 30243        | |
| 16167            | Thadenstraße 104 (Lage) | O   | Etagenhaus                                                                       | | 1888 | Glocke & Göttsch (Baugeschäft)                                                                               | 30243        | |
| 13421            | Thadenstraße 108 (Lage) | O   | Etagenhaus                                                                       | | 1902–1803 | |              | |
| 13415            | Thadenstraße 108, 110 (Lage) | O   | Etagenhaus; Pflaster (in der Durchfahrt)                                         | | 1902–1803 | | 30243        | |
| 13953            | Thadenstraße 108a, 110a (Lage) | O   | Etagenhaus (Hinterhaus); Pflaster (in der Durchfahrt)                            | | 1902–1803 | | 30243        | |
| 13419            | Thadenstraße 108b, 110b (Lage) | O   | Etagenhaus (Hinterhaus); Pflaster (in der Durchfahrt)                            | | 1902–1803 | | 30243        | |
| 17460            | Thadenstraße 114, 116 (Lage) | O   | Etagenhaus                                                                       | | 19. Jh., 2. Viertel                                                                                              | | 30243        | |
| 17462            | Thadenstraße 118 (Lage) | O   | Etagenhaus                                                                       | | 1885 | Karnatz, Adolf                                                                                               | 30243        | |
| 30389            | Thadenstraße 120, 120 HAUS 1, 120 HAUS 2 (Lage) | E   |                                                                                  | Joseph-Leja-Stift Thadenstraße | | | 30389        | |
| 13437            | Thadenstraße 120 HAUS 2 (Lage) | O   | Stift                                                                            | Joseph-Leja-Stift | 1884 | Otte, Gustav                                                                                                 | 30389        | |
| 14011            | Thadenstraße 120, 120 HAUS 1 (Lage) | O   | Stift                                                                            | Joseph-Leja-Stift | 1884 | Otte, Gustav                                                                                                 | 30389        | |
| 30315            | Thadenstraße 134, 134a, 134b, 134c, 134d, 134e, Wohlers Allee 20a, 20b, 20c, 22 (Lage) | E   |                                                                                  | Levy's Passage | | | 30315        | BW |
| 16253 (1833)     | Thadenstraße 134 (Lage) | O   | Etagenhaus (Vorderhaus, Wohnpassage)                                             | Levy's Passage | 1879–1880 | Hartick, Julius                                                                                              | 30315        | |
| 16860 (1833)     | Thadenstraße 134a (Lage) | O   | Etagenhaus (Hinterhaus, Wohnpassage)                                             | Levy's Passage | 1879–1880 | Hartick, Julius                                                                                              | 30315        | BW |
| 16145 (1833)     | Thadenstraße 134b (Lage) | O   | Etagenhaus (Hinterhaus, Wohnpassage)                                             | Levy's Passage | 1879–1880 | Hartick, Julius                                                                                              | 30315        | BW |
| 16324 (1833)     | Thadenstraße 134c (Lage) | O   | Etagenhaus (Hinterhaus, Wohnpassage)                                             | Levy's Passage | 1879–1880 | Hartick, Julius                                                                                              | 30315        | BW |
| 15585 (1833)     | Thadenstraße 134d (Lage) | O   | Etagenhaus (Hinterhaus, Wohnpassage)                                             | Levy's Passage | 1879–1880 | Hartick, Julius                                                                                              | 30315        | BW |
| 16854 (1833)     | Thadenstraße 134e (Lage) | O   | Etagenhaus (Hinterhaus, Wohnpassage)                                             | Levy's Passage | 1879–1880 | Hartick, Julius                                                                                              | 30315        | BW |
| 15590            | Thadenstraße 147 (Lage) | O   | Schule                                                                           | Schule Scheplerstraße | 1875 | |              | weitere Bilder |
| 15204 (287, 452) | Thadenstraße o.Nr. (Lage) | O   | Friedhof                                                                         | Friedhof Norderreihe (Wohlers Park)                                                                                                 | 1833; 1977 (Umwidmung in Parkanlage)                                                                             | | 30385        | |
| 30316            | Thedestraße 39, Virchowstraße 50 (Lage) | E   |                                                                                  | Baur'sche Warteschule und Arbeitsschule für Knaben Thedestraße                                                                      | | | 30316        | BW |
| 15588            | Thedestraße 39 (Lage) | O   | Warteschule                                                                      | Baur'sche Warteschule | 1867 | | 30316        | weitere Bilder |
| 16579            | Thedestraße 61 (Lage) | O   | Etagenhaus                                                                       | | 1865–1885 | | 30267        | |
| 30240            | Thedestraße 63, 65, 69, 71, 75, 77, 79, 81 (Lage) | E   |                                                                                  | Thedestraße 63–81 | | | 30240        | BW |
| 15589            | Thedestraße 63 (Lage) | O   | Etagenhaus                                                                       | | 1865–1885 | | 30240        | |
| 13422            | Thedestraße 65 (Lage) | O   | Etagenhaus                                                                       | | 1865–1885 | | 30240        | |
| 14009            | Thedestraße 69 (Lage) | O   | Etagenhaus                                                                       | | 1865–1885 | | 30240        | |
| 13441            | Thedestraße 71 (Lage) | O   | Etagenhaus                                                                       | | 1865–1885 | | 30240        | |
| 16804            | Thedestraße 75 (Lage) | O   | Etagenhaus                                                                       | | 1865–1885 | | 30240        | |
| 15166            | Thedestraße 77 (Lage) | O   | Etagenhaus                                                                       | | 1865–1885 | | 30240        | |
| 15618            | Thedestraße 79 (Lage) | O   | Etagenhaus                                                                       | | 1865–1885 | | 30240        | |
| 16868            | Thedestraße 81 (Lage) | O   | Etagenhaus                                                                       | | 1865–1885 | | 30240        | |
| 13184            | Thedestraße 85 (Lage) | O   | Etagenhaus                                                                       | | 1878–1880, um | | 30051        | |
| 15619            | Thedestraße 87 (Lage) | O   | Etagenhaus                                                                       | | 1878–1880, um | | 30051        | |
| 30050            | Thedestraße 97, 99, 101, 101a, Virchowstraße 80 (Lage) | E   |                                                                                  | Schulen Thedestraße / Virchowstraße                                                                                                 | | | 30050        | BW |
| 16429            | Thedestraße 97, 99 (Lage) | O   | Schulgebäude                                                                     | Schule Thedestraße 97/99 (Gewerbeschule für Mädchen)                                                                                | 1891–1892 | | 30050        | weitere Bilder |
| 15242            | Thedestraße 101 (Lage) | O   | Schulgebäude                                                                     | Schule Thedestraße 101 | 1868 | Winkler, H. O.                                                                                               | 30050        | weitere Bilder |
| 15243            | Thedestraße 101a (Lage) | O   | Schulgebäude (Knaben-Mittelschule)                                               | Schule Thedestraße 101a (Knaben-Mittelschule)                                                                                       | 1891–1892 | | 30050        | |
| 15606            | Virchowstraße 50 (Lage) | O   | Schule                                                                           | Arbeitsschule für Knaben | 1885 | Albert Winkler                                                                                               | 30316        | weitere Bilder |
| 16150            | Virchowstraße 59 (Lage) | O   | Etagenhaus                                                                       | | 1887 | | 30322        | |
| 16452            | Virchowstraße 61 (Lage) | O   | Etagenhaus                                                                       | | 1875–1878 | | 30322        | |
| 16155            | Virchowstraße 61a (Lage) | O   | Etagenhaus                                                                       | | 1875–1878 | | 30322        | BW |
| 15604            | Virchowstraße 63 (Lage) | O   | Etagenhaus                                                                       | | 1875–1878 | | 30322        | |
| 16462            | Virchowstraße 64 (Lage) | O   | Etagenhaus                                                                       | | 1880, um | | 30241        | |
| 16466            | Virchowstraße 65 (Lage) | O   | Etagenhaus                                                                       | | 1880 | Karnatz, Adolf                                                                                               | 30320        | |
| 15572            | Virchowstraße 66 (Lage) | O   | Etagenhaus                                                                       | | 1880, um | | 30241        | |
| 16328            | Virchowstraße 67 (Lage) | O   | Etagenhaus                                                                       | | 1875–1878, um | | 30320        | |
| 14914            | Virchowstraße 68 (Lage) | O   | Etagenhaus                                                                       | | 1865–1885 | | 30241        | |
| 15552            | Virchowstraße 69 (Lage) | O   | Etagenhaus                                                                       | | 1887 | Winkler, Albert                                                                                              | 30320        | |
| 15167            | Virchowstraße 70 (Lage) | O   | Etagenhaus                                                                       | | 1880, um | | 30241        | |
| 16237            | Virchowstraße 71 (Lage) | O   | Etagenhaus                                                                       | | 1887 | Winkler, Albert                                                                                              | 30320        | |
| 30295            | Virchowstraße 72, 74, 76, 78 (Lage) | E   |                                                                                  | Virchowstraße 72–78 | | | 30295        | |
| 15431            | Virchowstraße 72 (Lage) | O   | Etagenhaus                                                                       | | 1880, um | | 30295        | |
| 16555            | Virchowstraße 73 (Lage) | O   | Etagenhaus                                                                       | | 1887 | Winkler, Albert                                                                                              | 30320        | |
| 15432            | Virchowstraße 74 (Lage) | O   | Etagenhaus                                                                       | | 1887 | | 30295        | |
| 16454            | Virchowstraße 75 (Lage) | O   | Etagenhaus                                                                       | | 1887 | Winkler, Albert                                                                                              | 30320        | |
| 16152            | Virchowstraße 76 (Lage) | O   | Etagenhaus                                                                       | | 1887 | | 30295        | |
| 16838            | Virchowstraße 77 (Lage) | O   | Etagenhaus                                                                       | | 1883, um | | 30320        | |
| 16151            | Virchowstraße 78 (Lage) | O   | Etagenhaus                                                                       | | 1887 | | 30295        | |
| 16430            | Virchowstraße 80 (Lage) | O   | Schulgebäude (Hauptschule)                                                       | Schule Virchowstraße (Hauptschule Virchowstraße)                                                                                    | 1878–1879 | | 30050        | weitere Bilder |
| 16789            | Willebrandstraße 37 (Lage) | O   | Etagenhaus                                                                       | | 1885 | Berschmann, Otto                                                                                             | 30260        | |
| 16876            | Wohlers Allee 2 (Lage) | O   | Etagenhaus                                                                       | | 1867–1868 | |              | |
| 38904            | Wohlers Allee 3 (Lage) | O   | Etagenhaus                                                                       | | 1885, um | | 30250        | |
| 13967            | Wohlers Allee 9 (Lage) | O   | Wohnhaus                                                                         | | 1874–1875 | | 30242        | |
| 16871            | Wohlers Allee 11 (Lage) | O   | Wohnhaus                                                                         | | 1874–1875 | | 30242        | |
| 16872            | Wohlers Allee 13 (Lage) | O   | Wohnhaus                                                                         | | 1874–1875 | | 30242        | |
| 16343            | Wohlers Allee 15 (Lage) | O   | Wohnhaus                                                                         | | 1874–1875 | | 30242        | |
| 30419            | Wohlers Allee 16, 18 (Lage) | E   |                                                                                  | Wohlers Allee 16–18 | | | 30419        | |
| 16449            | Wohlers Allee 16 (Lage) | O   | Etagenhaus                                                                       | | 1879–1880 | | 30419        | |
| 16339            | Wohlers Allee 17 (Lage) | O   | Wohnhaus                                                                         | | 1874–1875 | | 30242        | |
| 16545            | Wohlers Allee 18 (Lage) | O   | Etagenhaus                                                                       | | 1879–1880 | | 30419        | |
| 13958            | Wohlers Allee 19 (Lage) | O   | Wohnhaus                                                                         | | 1874–1875 | | 30242        | |
| 13413 (1833)     | Wohlers Allee 20a (Lage) | O   | Etagenhaus                                                                       | Levy's Passage | 1879–1880 | Hartick, Julius                                                                                              | 30315        | BW |
| 16340 (1833)     | Wohlers Allee 20b (Lage) | O   | Etagenhaus                                                                       | Levy's Passage | 1879–1880 | Hartick, Julius                                                                                              | 30315        | BW |
| 14379 (1833)     | Wohlers Allee 20c (Lage) | O   | Etagenhaus                                                                       | Levy's Passage | 1879–1880 | Hartick, Julius                                                                                              | 30315        | BW |
| 14899            | Wohlers Allee 21 (Lage) | O   | Wohnhaus                                                                         | | 1880, um | | 30242        | |
| 13418 (1833)     | Wohlers Allee 22 (Lage) | O   | Etagenhaus                                                                       | Levy's Passage | 1879–1880 | | 30315        | |
| 15220            | Wohlers Allee 23 (Lage) | O   | Wohnhaus                                                                         | | 1880, um | | 30242        | |
| 13968            | Wohlers Allee 25 (Lage) | O   | Etagenhaus                                                                       | | 1870, um | | 30242        | |
| 16859            | Wohlers Allee 27 (Lage) | O   | Etagenhaus                                                                       | | 1870, um | | 30242        | |
| 15206 (1164)     | Wohlers Allee 62 (Lage) | O   | Etagenhaus                                                                       | | 1860, um | |              | |

## Ehemalige Kulturdenkmäler
| ID    | Adresse                           | Art | Typ                    | Kurzbeschreibung | Datierung | Entwurf | Ensemble | Bild |
| ----- | --------------------------------- | --- | ---------------------- | ---------------- | --------- | ------- | -------- | ---- |
| 29068 | Louise-Schroeder-Straße 21 (Lage) | O   | Bunker, Versuchsbunker |                  | 1966      |         |          | BW   |